# Карась Галерея
Карась Галерея (рос. Карась Галерея; англ. Karas Gallery) — художня галерея сучасного мистецтва в Києві. Одна з перших приватних галерей в Україні, яка працює до теперішнього часу. Заснована у 1995 році куратором та галеристом Євгеном Карасем разом із його батьками, членами Національної спілки художників України — монументалістом Валерієм Карасем та керамісткою Маріеттою Левханян.

## Історія будинку

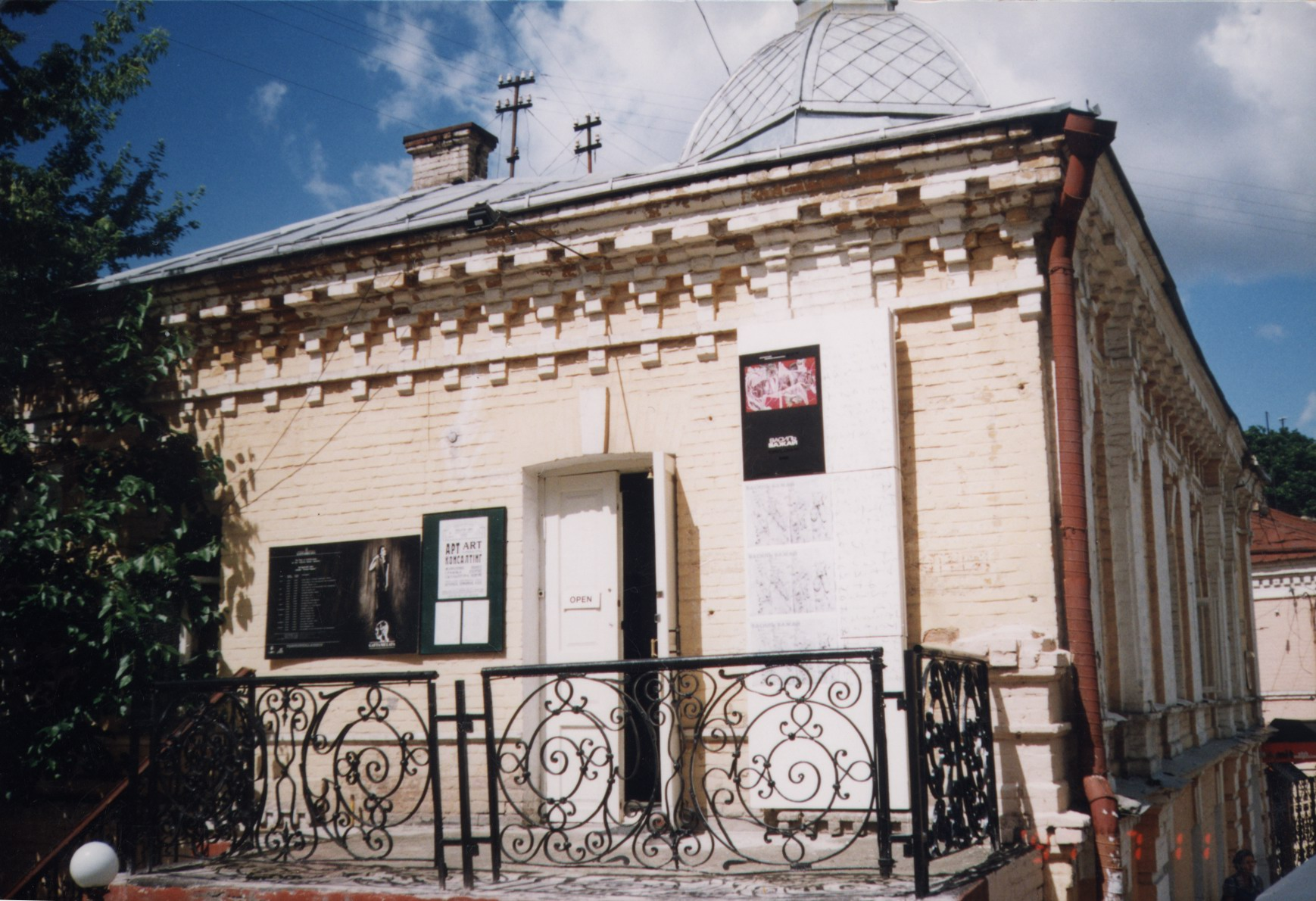
«Карась Галерея», 1997 рік.

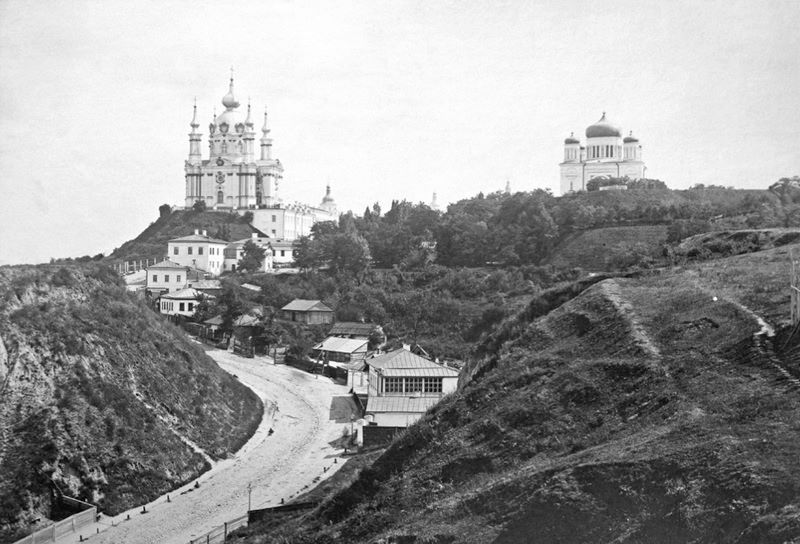
Вид на Андріївську церкву та будинок. Фото початку 1870-х

Будинок, в якому розташована галерея, побудовано невідомим архітектором у 1857 році на Андріївському узвозі. Андріївський узвіз входить до складу історико-архітектурного заповідника «Стародавній Київ». Вулиця з середини 80-х років відома, як місце проведення вернісажів, фестивалів, святкування ювілейних подій та народних гулянь. 

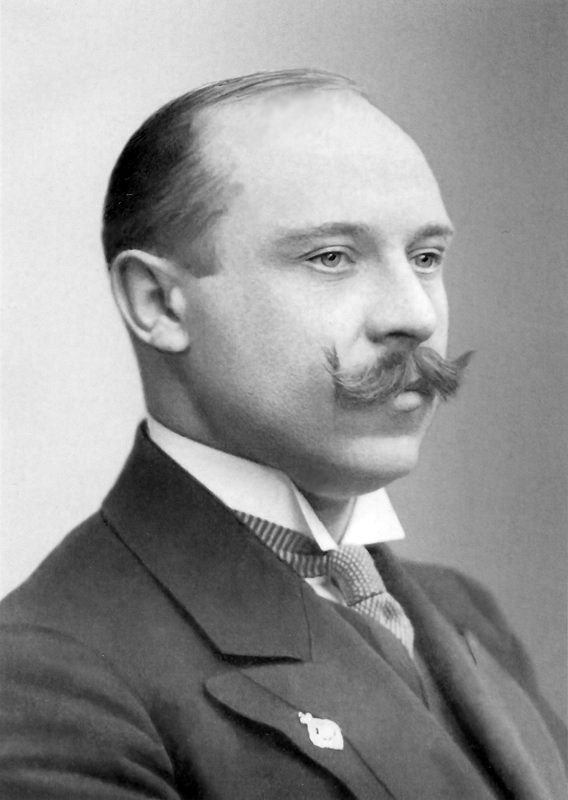
Олександр Кошиць. Один з мешканців будинку на початку XX століття.

За згадками диригента та композитора Олександра Кошиця, що проживав в цьому будинку пізніше, першим власником будівлі був той самий Сірко (Сірков), якого змальовано в п'єсі «За двома зайцями» драматурга та письменника Михайла Старицького. «Виходячи на Воздвиженську вулицю з свого будинку, я зупинявся на розі біля забитої в паркані хвіртки, і знав, що тут колись сиділа безсмертна Проня Прокопівна та чекала на свого Голохвастова».
З кінця XIX ст. будівля належала київському міщанину, купцю другої гільдії Івану Іосифовичу Шатрову. Шатров був власником іконописної та іконостасної майстерні, був ювеліром, членом Сиротського суду та «Комісії з числа виборців Подільської округи», почесним наглядачем господарської частини Київської духовної семінарії, а також головою правління Спілки взаємодопомоги ремісничих та старшиною купців Подільської округи. В будинку працювали іконописець Дмитро Андріанов і майстер музичних інструментів Андрій Кузовлєв. Від тих часів на стелі будинку залишилася унікальна ліпнина в стилі псевдо-рюс або української сецесії за мотивами народної вишивки. На початку XX ст. приміщення будинку орендував іконописець П. Ф. Штронда, який також був власником іконописної майстерні. У будинку проводилися зустрічі Спілки художників релігійного живопису.

## Передісторія створення галереї

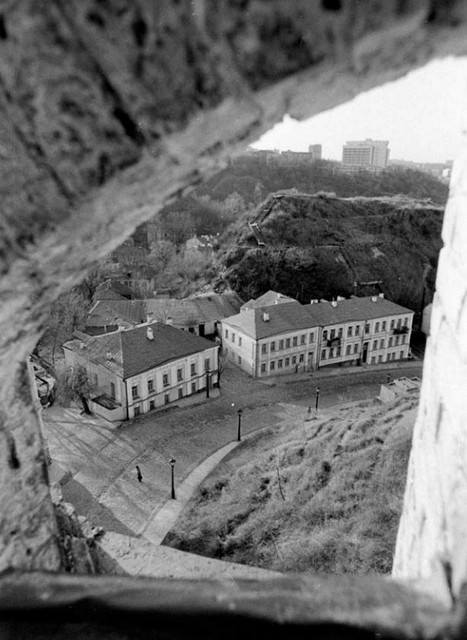
Будинок на Андріївському узвозі 22-а у 1983 році.

До 1986 року будівля використовувалась як житлове приміщення під відселення, на 180 м² тут проживало одночасно 5 родин. З метою швидшого поліпшення житлових умов мешканці носили на горище гарячу воду та заливали стелю, щоб довести комісії, що будинок аварійний. В результаті, у 1986 році рішенням Ради Міністрів УРСР будинок було виведено з житлового фонду та передано українським художникам подружжю Валерію Карасю та Марієтті Левханян як творчу майстерню. З цього часу приміщення перетворилося на місце спілкування творчих особистостей, а також у імпровізований естетичний простір цікавих зустрічей, приміщення набуло репутації зібрання творчої богеми.

## Діяльність галереї

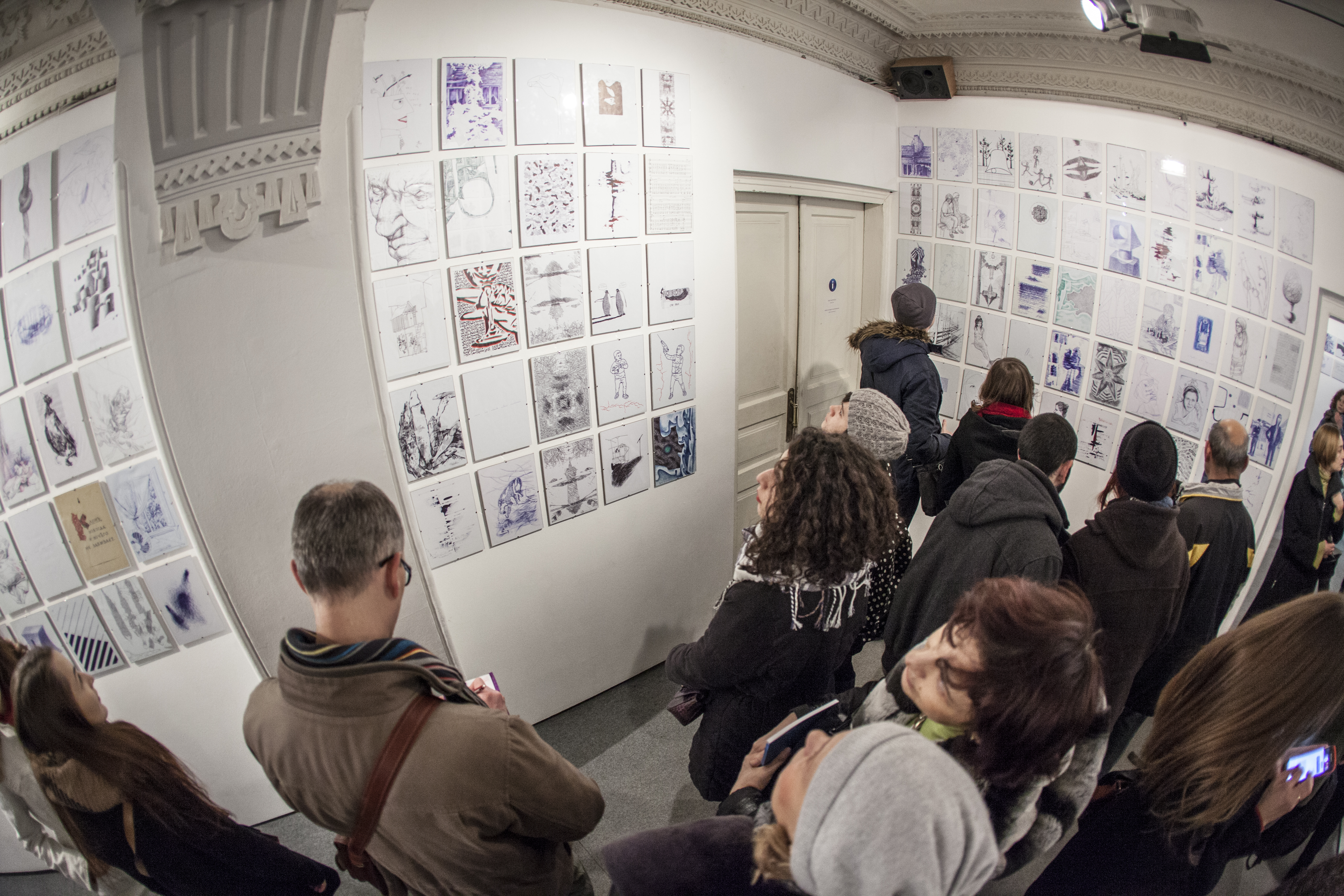
Експозиція проєкту «А4, Кулькова ручка»

У 1995 році Марієтта Левханян, Валерій Карась та їх син Євген Карась на базі своєї творчої майстерні організували мистецьку галерею, яка початково називалася «Арт Синтез». У 1996 році назву було змінено на «Ательє Карась», а у 2008 на «Карась Галерея».
З моменту заснування у 1995 році, Карась Галерея відігравала суттєву роль в процесах формування мистецького довкілля України. У 1998 році, протягом тільки одного календарного року, відбулася 51 персональна виставка (3 персональні виставки одночасно кожні два тижні по середах), які проводилися в межах великого виставкового проєкту «Ретроспектива». У 1999 році галерея організувала фундаментальний проєкт «XX митців України (кінець століття)» та видала альбом.
З 2003 по 2009 Карась Галерея, за саприяння Асоціації Діячів Сучасного Мистецтва України стала партнером кінофестивалю «Відкрита ніч», саме в приміщенні галереї відбувалося засідання журі кінофестивалю.

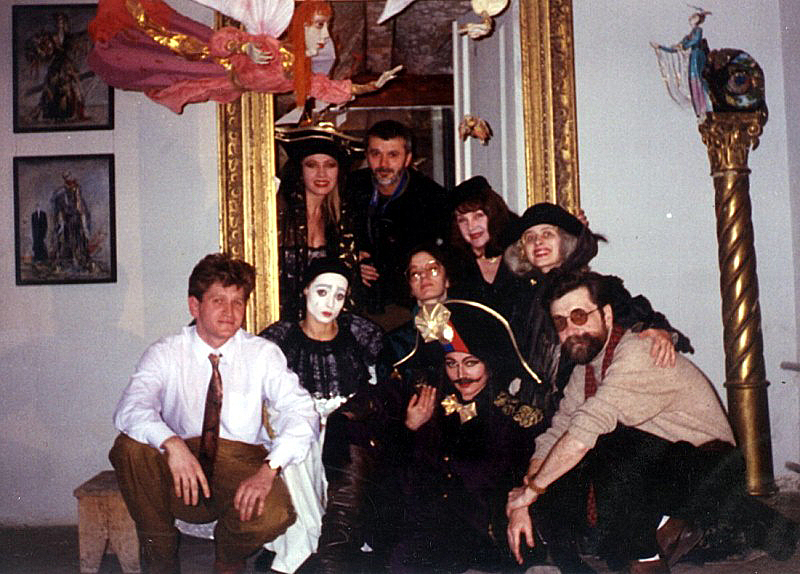
Відкриття галереї 4 березня 1995 року. Першою виставку став проєкт Наталлі Рудюк «Мікро- та макросвіт».

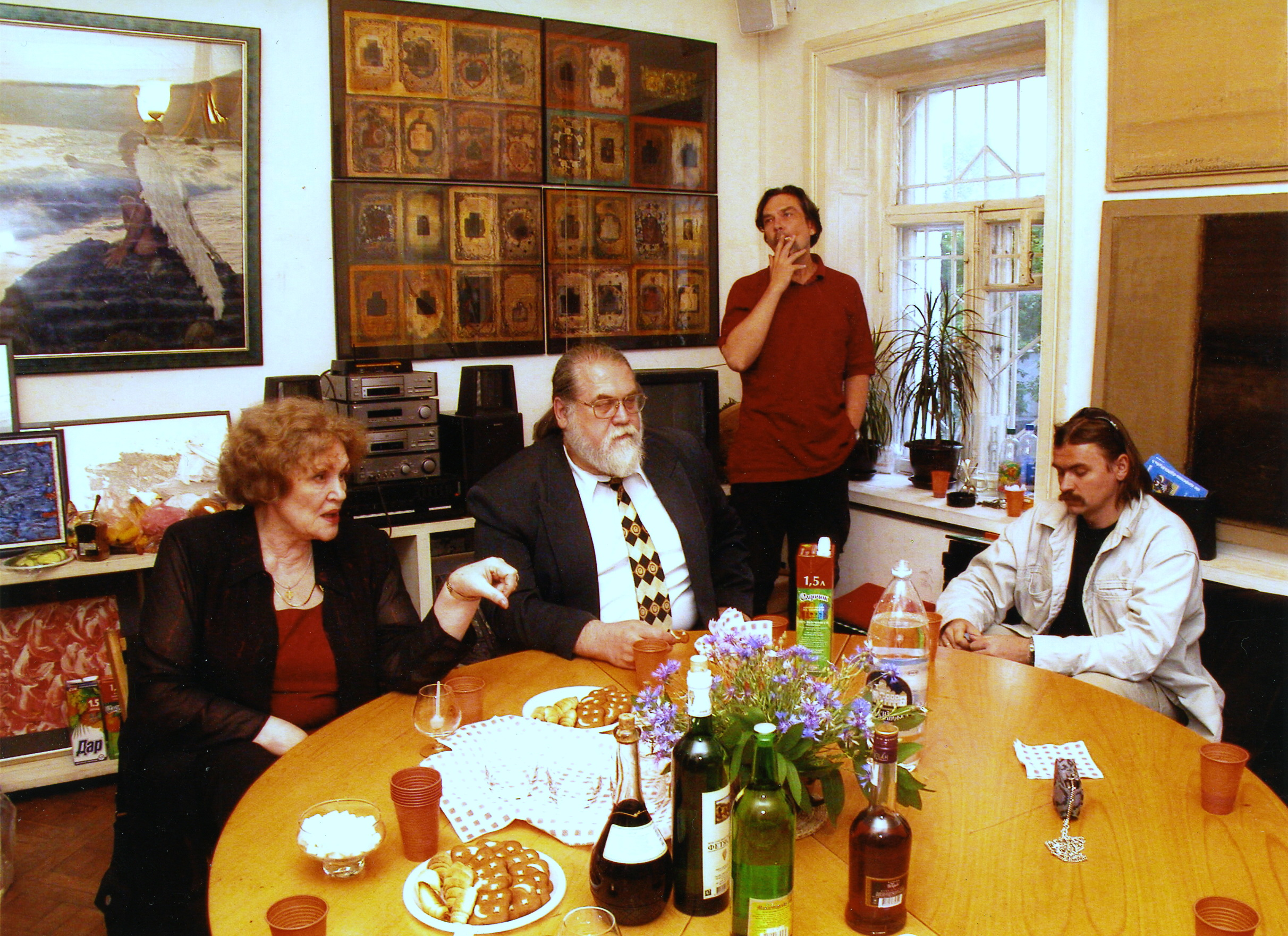
Засідання журі кінофестивалю «Відкрита ніч» за участі Ліни Костенко, Юрія Андруховича, Богдана Жолдака та Олеся Саніна. Карась Галерея, 21 червня 2003 року.

Історія галереї тісно пов'язана із діяльністю активістів Асоціації Діячів Сучасного Мистецтва України (АДСМУ), становленням українського мистецтва та політики. Галерея, з ініціативи активістів  АДСМУ стала організатором таких художніх соціально-політичних проєктів: «Український пейзаж» (8000 м2 на першому поверсі Мистецького Арсеналу, Київ), «Вид на Крим», «Давайте жити дружньо!», «Перед стратою», «Queer Time», «Фігури на білому», «Еволюція поцілунку», «Вчимо поганому», «Великий Брат», «УПорно».

### Колекція галереї
За час існування галерея створила одну з найбільш системних колекцій сучасного мистецтва України — понад 500 творів більше 100 українських митців, включаючи таких, як: О. Аполлонов, О. Бабак, В. Бажай, П. Бевза, А. Блудов, В. Бовкун, В. Будніков, В. Буйвід, М. Вайсберг, А. Волокідін, Д. Галкін, М. Гейко, О. Гнилицький, А. Друганов, О. Дубовик, І. Ісупов, О. Животков, П. Маков, В. Кожухар, М. Кривенко, А. Криволап, І. Подольчак, В. Ралко, В. Реунов, А. Сагайдаковський, С. Паніч, О. Ройтбурд, О. Сай, О. Сухолит, Ю. Соломко, Т. Сільваши, М. Скугарєва, О. Тістол, Л. Хоменко, В. Цаголов, С. Чайка, О. Чепелик, В. Шерешевський, В. Яковець, І. Янович та інші.

### Співробітництво
Карась Галерея активно співпрацює з іншими державними та недержавними арт-інституціями та меценатами, є постійним та багаторічним партнером Асоціації Діячів Сучасного Мистецтва України. Одним з перших великих партнерських проєктів стало видання у 2001 році каталогу «XX художників України (кінець сторіччя)», яке було здійснено у партнерстві та за підтримки Джорджа Малкоциса, Дітмара Кука, Швейцарської організації зі сприяння інвестиціям (SOFI), Ігоря Воронова, Міжнародного фонду "Відродження". Каталог став одним з фундаментальних підбиттів підсумків активної творчості митців незалежної України.
Наприкінці 2000-х років спільно з Voronov Art Foundation та Аоціацією Діячів Сучасного Мистецтва України було видано ряд каталогів з творами з колекції відомого філантропа і колекціонера Ігоря Воронова, присвячених всесвітньо відомим художникам: Архипенко Олександр Порфирович, Володимир Немухін, Огюст Роден, Едґар Деґа, Деметр Чипарус.
Карась Галерея також офіційно курувала або була партнером проєктів в таких великих арт-просторах, як Український Дім, Мистецький Арсенал, Інститут Проблем Сучасного Мистецтва, Музей Історії Києва, Харківська Муніципальна Галерея, Музей сучасного мистецтва Одеси.

## А4, Кулькова ручка
У 2006 році Карась Галерея заснувала щорічний художній проєкт «А4, Кулькова ручка», що триває дотепер. Автор і куратор проєкту Євген Карась. За час існування в проєкті взяло участь понад 1000 авторів, та було зібрана колекція більше 6000 рисунків, намальованих кульковою ручкою. Кожна виставка щороку супроводжується випуском друкованого каталогу. З 2010 року каталоги випускаються у партнерстві та за підтримки Ігоря Воронова та Voronov Art Foundation. У 2024 році в Києві в Українському Домі був представлений проєкт "Український щоденник 2022-2023" (співорганізатори Український Дім та видавництво ArtHuss) та у 2025 році ретроспектива проєкту була представлена в Кьолні - UKRAINISCHES KUNSTTAGEBUCH.
Частина проєкту ретроспективно експонувалася на Art Vilnius, Книжковому Арсеналі, Українському Домі, в рамках українського павільйону фестивалю NordArt (проєкт "Кордони Реальності").

## Сіль-Соль
В квітні 2020 року під час першого локдауну всесвітньої пандемії Євгеном Карасем та Маратом Гельманом було ініційоване створення фейсбук-групи “Сіль-Соль [Архівовано 12 грудня 2020 у Wayback Machine.]” мета якої була, в першу чергу допомога художникам, що опинилися в скрутному становищі через карантинні обмеження. За правилами групи художники мали пропонувати бюджетні твори, а кураторська група їх модерувати. Формат виявився більш ніж успішним, на даний момент (2025) в фейсбук спільноті “Сіль-Соль” більше 90000 учасників.

## Основні художники, виставки яких демонструвались в галереї
Сергій Ануфрієв

Олексій Аполлонов

Олександр Бабак

Андрій Бабчинський

Василь Бажай

Петро Бевза

Андрій Блудов

Володимир Бовкун

Сергій Братков

Володимир Будніков

Віта Буйвід

Мирослав Вайда

Матвій Вайсберг

Олександр Верещак

Поліна Вербицька

Володимир Вештак

Артем Волокітін

Станіслав Волязловський

Данило Галкін

Тая Галаган (Гершуні)

Марко Гейко

Олександр Гнилицький

Олег Голосій

Галина Григор’єва

Бадрі Губіанурі

Володимир Гуліч

Ігор Гусєв

Олександр Друганов

Олександр Дубовик

Олександр Животков

Микола Журавель

Ілля  Ісупов

Дмитро Кавсан

Микита Кадан

Жанна Кадирова

Ігор Канівець

Ігор Карпенко

Юрій Коваль

Павло Ковач

Володимир Кожухарь

Майя Колеснік

Едуард Колодій

Леонід Колодницький

Сергій Корнієвський

Микита Кравцов 

Микола Кривенко

Анатолій Криволап

Петро Лебединець

Марія Лубинська (Оспіщева-Павлишин)

Миколай Лукін

Павло Маков

Максим Мамсіков

Лев Маркосян

Павло Маркман

Оксана Мась

Олександр Матвієнко

Микола Маценко

В’ячеслав Машницкий

Любомир Медвідь

Олександр Найден

Олена Науменко

Костянтин Павлишин

Євген Павлов

Володимир Падун

Сергій Панасенко

Сергій Паніч

Юрій Пікуль

Ігор Подольчак

Віктор Покиданець

Едуард Потапенков

Влада Ралко

Людмила Раштанова

Вінні Рєунов

Олександр Рідний

Олександр Родченко

Андрій Роїк

Олександр Ройтбурд

Костянтин Рудешко

Василь Рябченко

Андрій Савчук

Андрій Сагайдаківський

Олексій Сай

Роберт Саллер

Євген Самборський

Юрій Сивирин

Андрій Сидоренко

Віктор Сидоренко

Назар Симотюк

Тіберій Сільваши

Марина Скугарєва

Юрій Соломко

Оксана Солоп

Анатоль Степаненко

Микола Степанов

Олександр Сухоліт

Олег Тістол

Микола Філатов

Вадим Харабарук

Леся Хоменко

Анна Ходькова

Василій Цаголов

Сергій Чайка

Оксана Чепелик

Ілля Чічкан

Саша Чічкан

Антон Шебетко 

Владислав Шерешевский

Маргарита Шерстюк

Влад Юрашко

Володимир Яковець

Христина Ярош

Ігор Янович

## Виставки

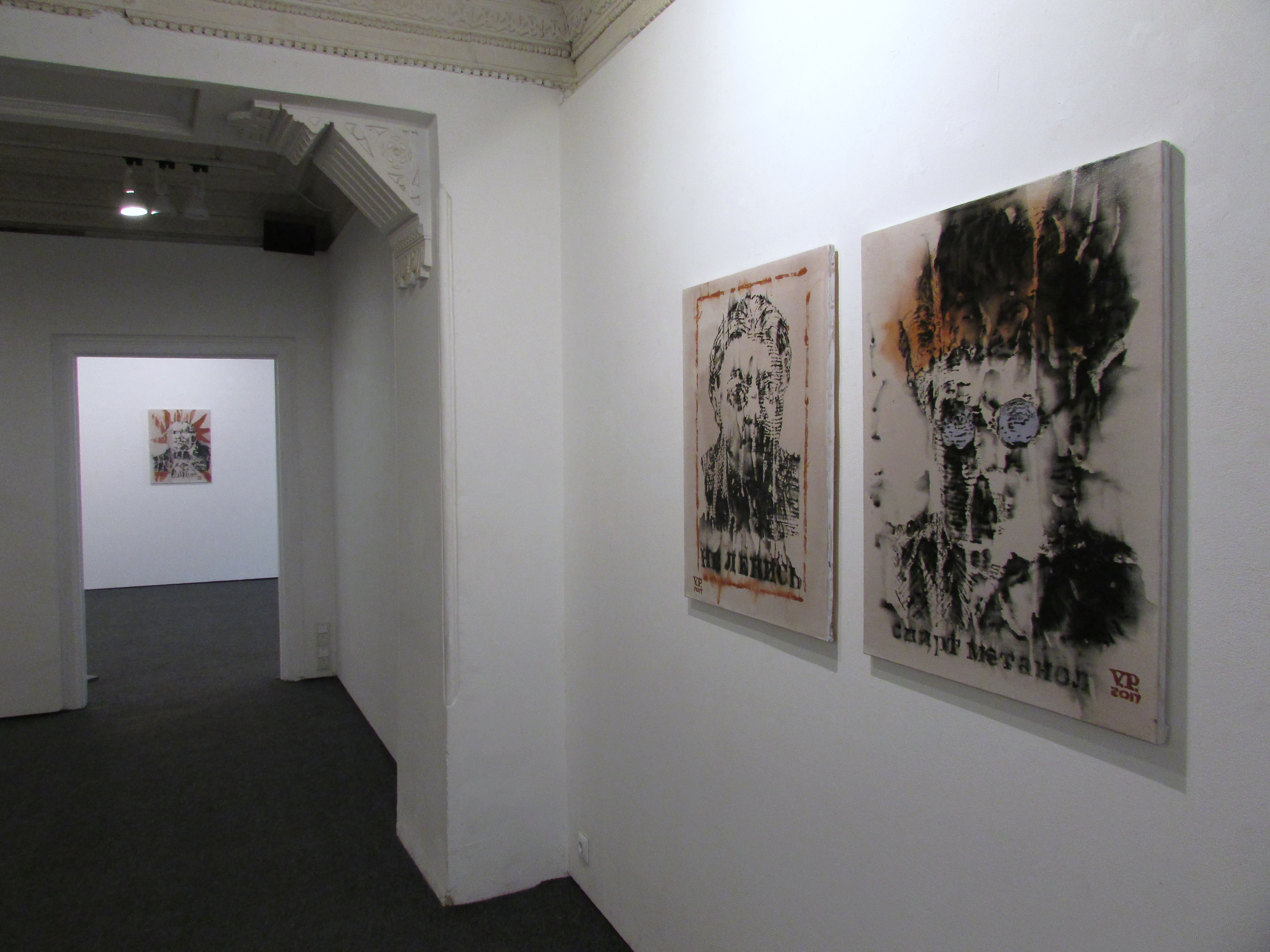
Карась Галерея. Віктор Покиданець «Цианістий калій». 2017

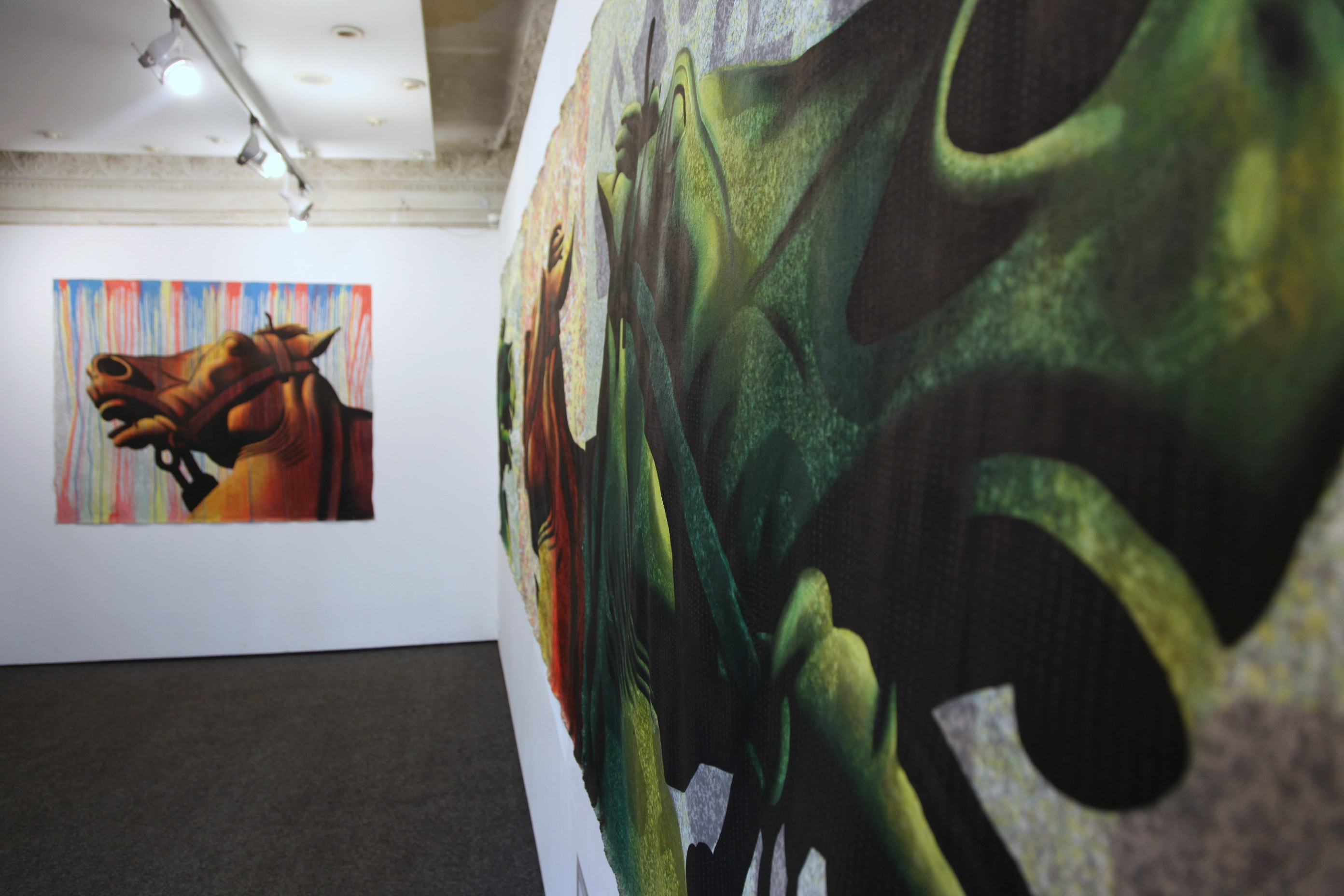
Карась Галерея. Виставка «Безумство та спокій» Володимир Яковець, 2017

Протягом 1995—2017 рр. проведено 361 художня виставка: 257 персональних, 62 групових, 53 спецпроєкти.

### 2021
Протягом кінця 2020-2021 років Карась Галерея повністю сфокусувалася на великих аналітичних проектах, таких як:
Український павільйон
“Кордони Реальності” на фестивалі NordArt у Бюдельсдорфі, Німеччина (куратори: Євген Карась, Дарина Момот, комісар: Олександр Цегольник)
“Український Колаж” - проєкт, спрямований на виведення на велику арт-сцену колажу як окремого виду мистецтва (куратори Євген Карась та Олег Василенко).

### 2020
"В тіні" Поліна Вербицька, скульптура, арт-об'єкти
"КОН'ЮНКТУРА" Андрій Роїк, живопис
У квітні 2020 року, у зв'язку з карантинними обмеженнями, “Карась Галерея” припинила проводити виставки та перейшла у роботу в закритому режимі.

### 2019
«Тіло» Андрій Роїк, живопис, графіка
«DE-TERMINO» Василь Бажай, живопис
«Відчуття присутності» Людмила Раштанова, живопис
«Группа МИР» Ігор Гусєв, Сергій Ануфрієв, живопис
«Китобої» Юрій Сивирин, живопис
«Тимчасові просвітлення» Едуард Потапенков, живопис
Kyiv Art Fair (учасники)
«SEASON SELF» Сергій Панасенко, скульптура, об'єкт, інсталяція
«Trash Treasure» Ілля Чичикан, Саша Чичкан, живопис, коллаж
«Зв'язки» Назар Симотюк, Андрій Савчук, об'єкти
«Любов до трьох колористів та Закохана дівчина з гітарою» Олександр Ройтбурд, живопис
«Мандрівні сюжети» Едуард Колодій, живопис
«Атрибуція часу» Андрій Сидоренко, живопис
«Плоть» спецпроєкт на «Photo Kyiv Fair», фотографія
«City Vision» Андрій Блудов, живопис
«Артефакти 1980-х» Анатолій Криволап, живопис

### 2018
«Міф та реальність» Володимир Яковець, живопис
«Клінічна картина» Андрій Сидоренко, живопис
«Проникнення» Петро Бевза, живопис
«АСАНАТАНА» Костянтин Павлишин, Марія Лубинська (Оспіщева-Павлишин)
«Проявлення» Юрій Коваль, живопис
«Соціалістична Культура» Сергій Чайка, графіка

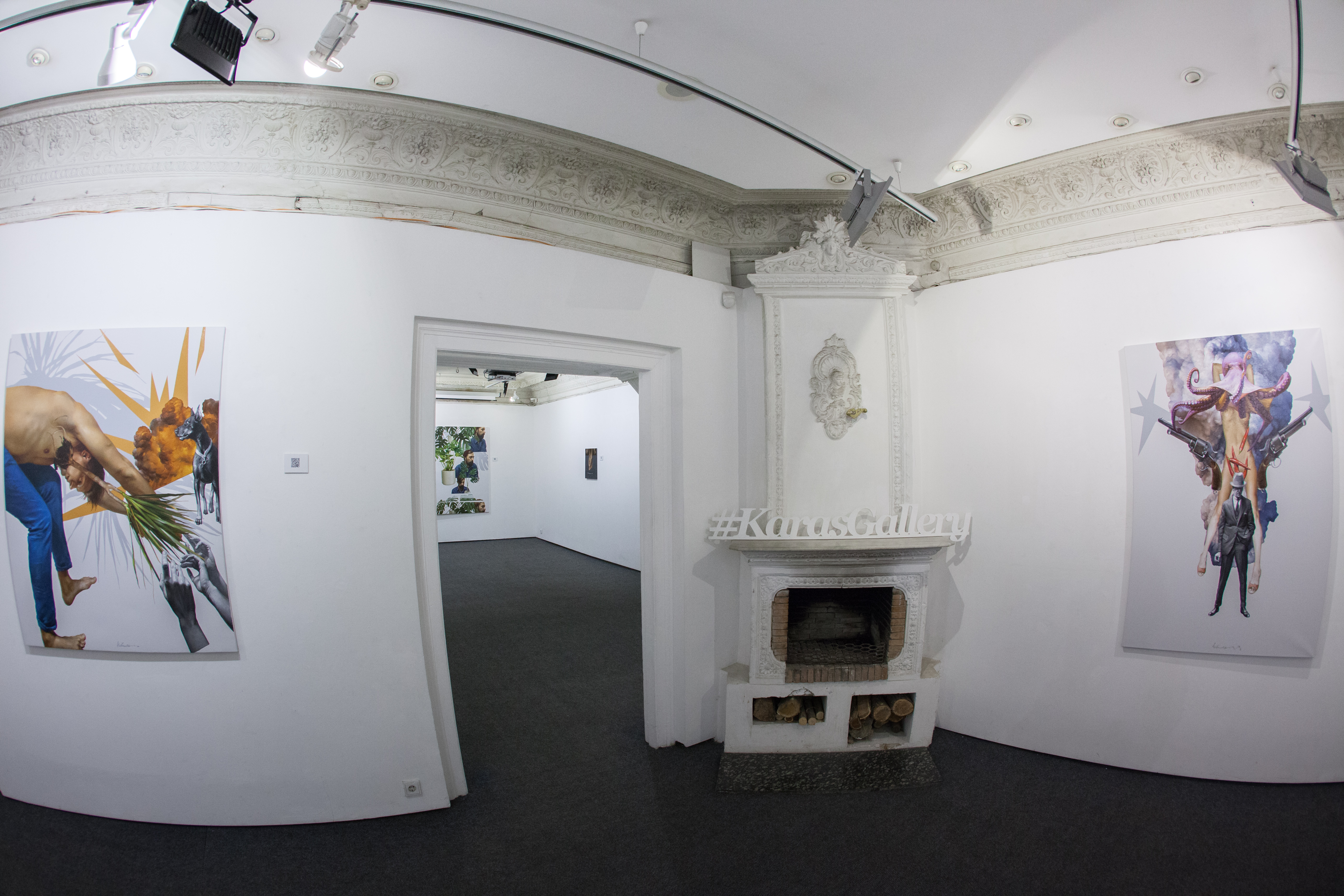
Карась Галерея Юрій Коваль «Проявлення» 2018

«А4, кулькова ручка на Книжковому Арсеналі» графіка
«KIEWKAUFEN» Роберт Саллер, живопис, інсталяція

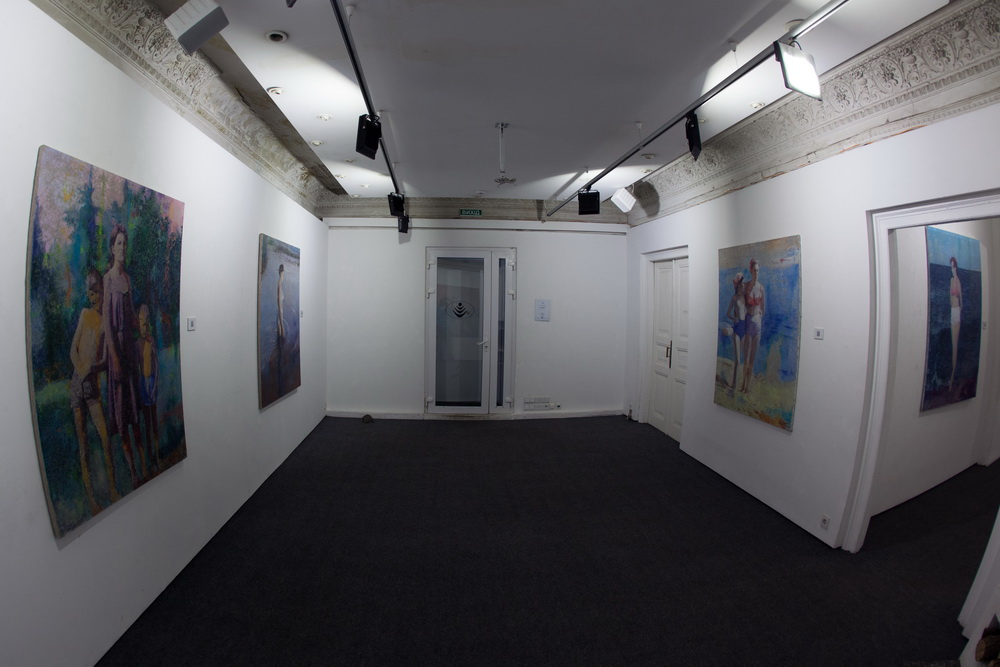
Віктор Сидоренко проєкт «Несвоєчасні» у «Карась Галерея», 2018

«У формі» Едуард Потапенков, живопис
«Гра почалась» Христина Ярош, Анна Ходькова, графіка
«Український натюрморт» міжмузейний дослідницький проєкт, Карась Галерея, Музей Івана Гончара, Інститут Проблем Сучасного Мистецтва, Київська Картинна Галерея

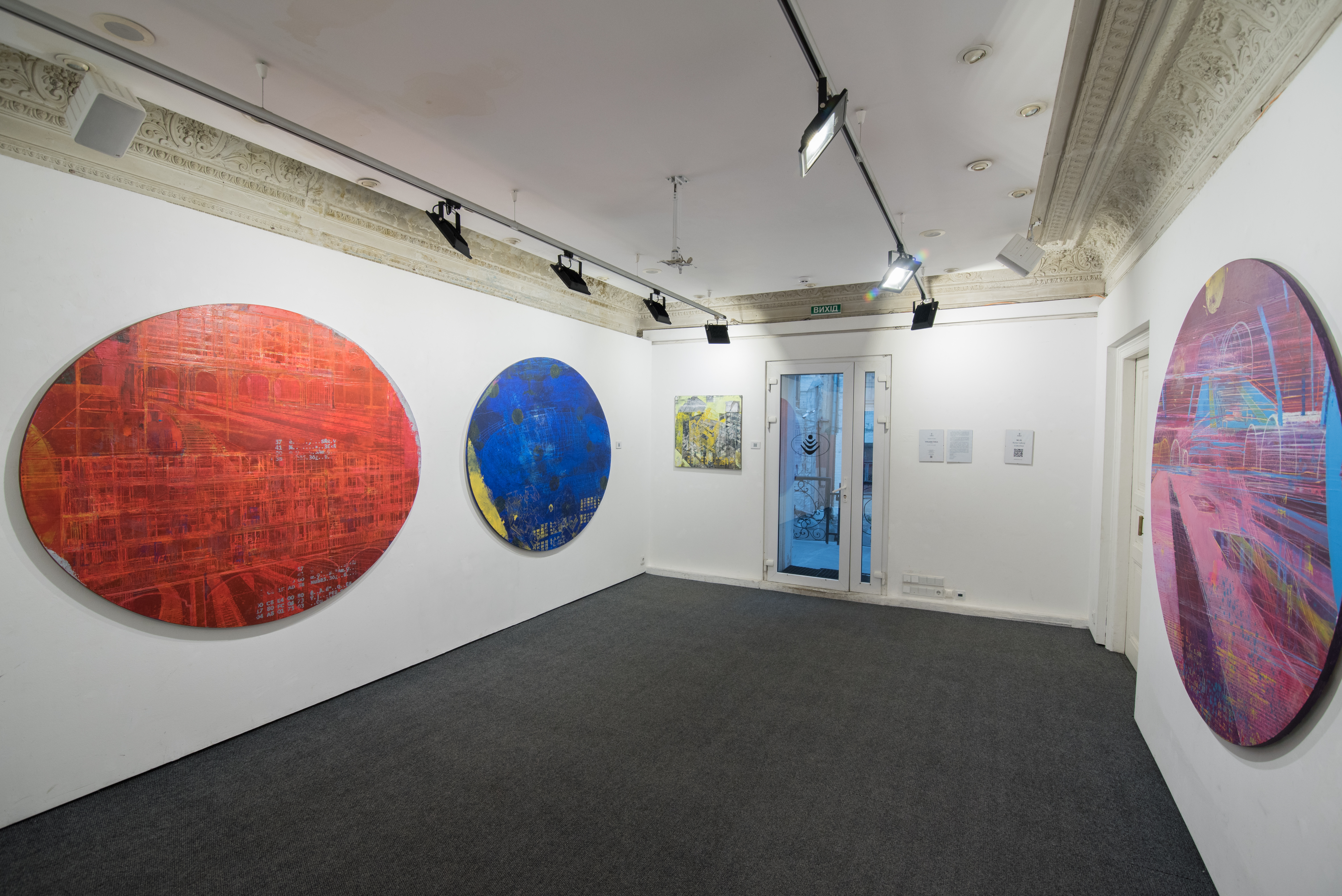
Карась Галерея Андрій Блудов проєкт «Урбаністика» 2018

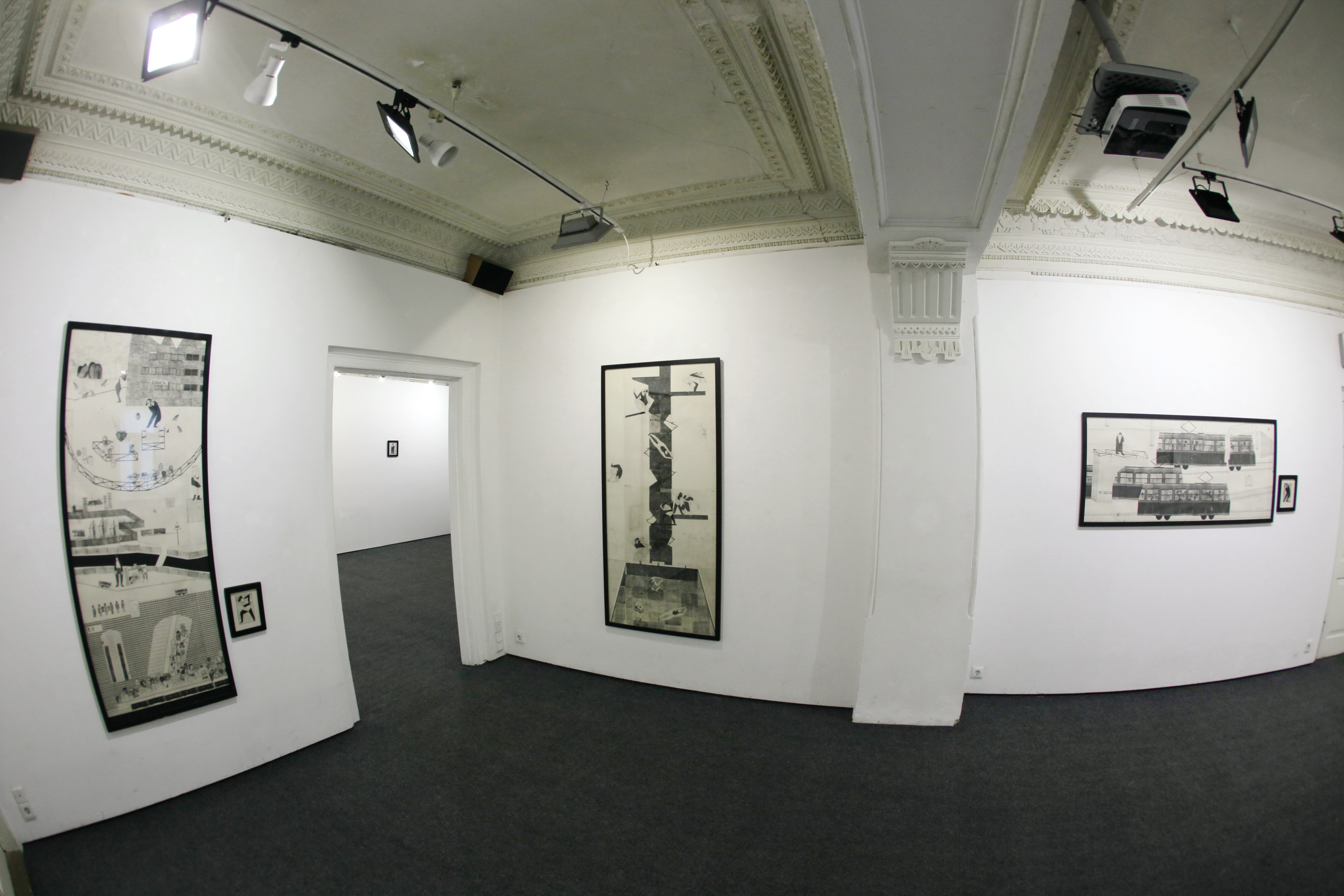
Карась Галерея виставка «Гра Почалась» Христина Ярош та Анна Ходькова 2018

«L'Hommage» Антон Соломуха, живопис, фотографії (меморіальна персональна виставка)
«Епізоди» Едуард Потапенков, Людмила Раштанова, живопис
«Урбаністика» Андрій Блудов, живопис
«Несвоєчасні» Віктор Сидоренко, живопис
«Back to Black» Леонід Колодницький, живопис

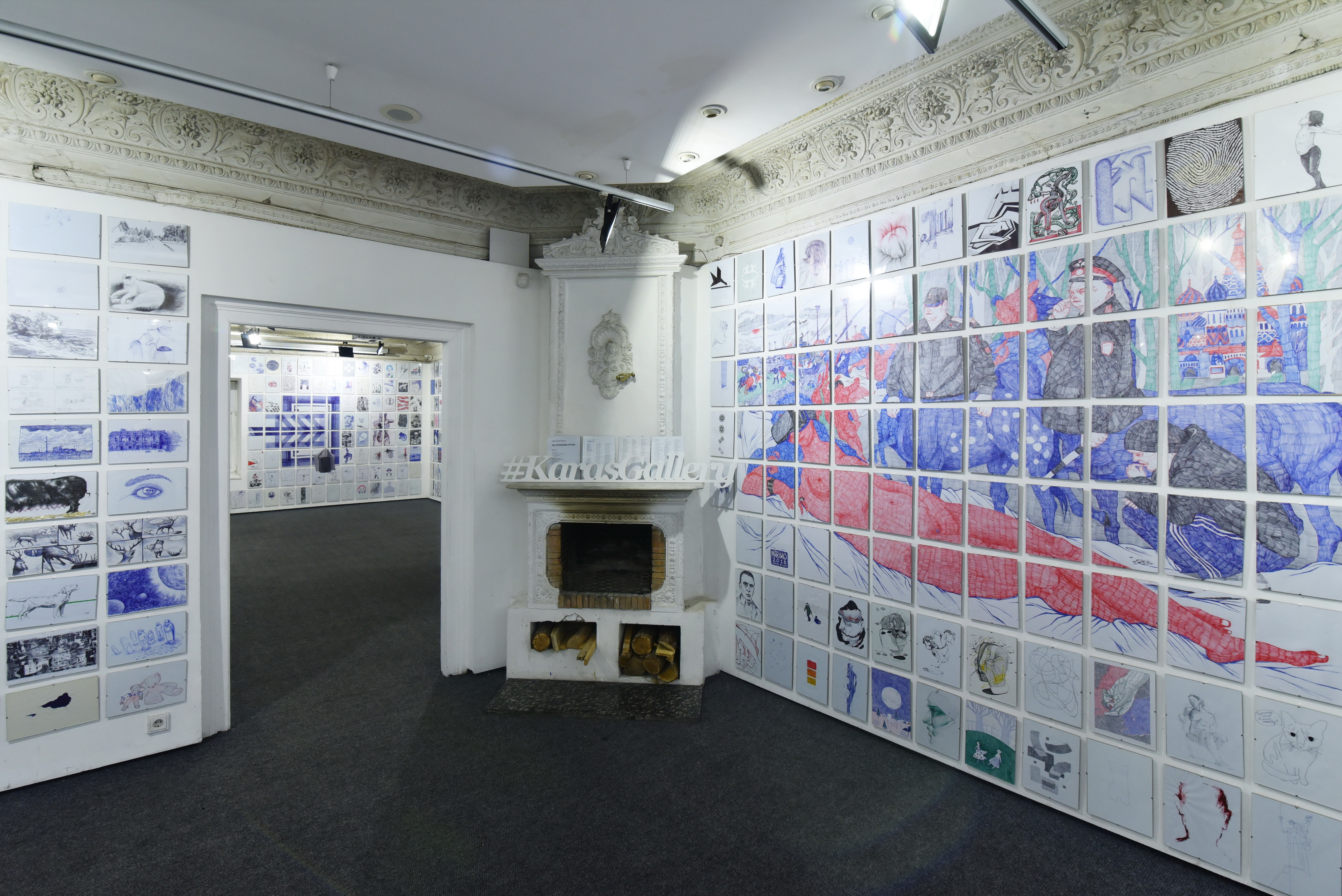
Карась Глерея проєкт «А4, кулькова ручка», 2018. Праворуч поліптіх Маріко Гельман «Балада про любов»

«А4, кулькова ручка», графіка

### 2017

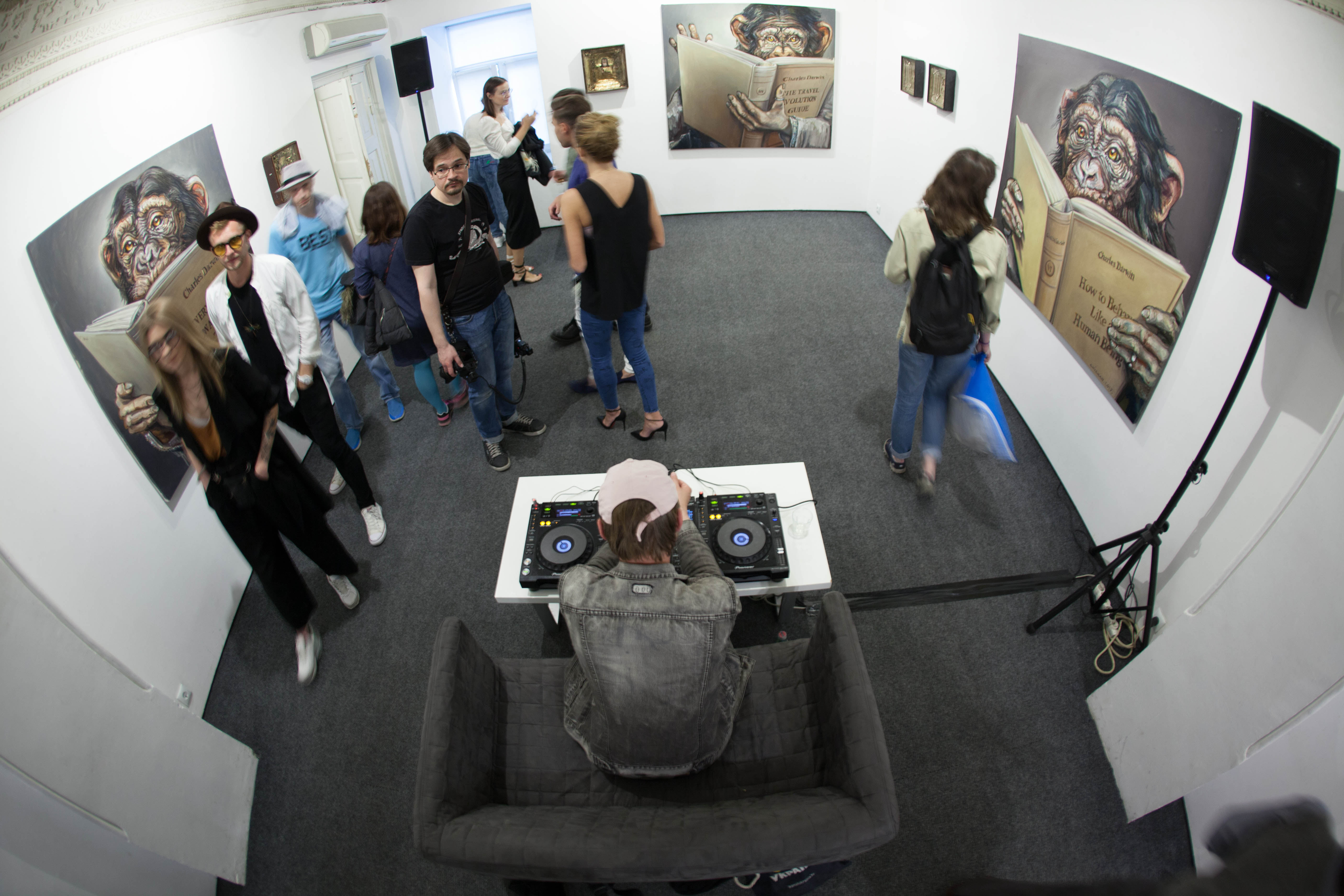
Карась Галерея. Виставка «Пcиходарвінізм: еволюція психів» Ілля Чічкан та Саша Чічкан. 2017 рік.

Karas Gallery Карась Галерея виставка «Асанатана» Костянтин Павлишин та Марія Оспіщева-Павлишин 2018

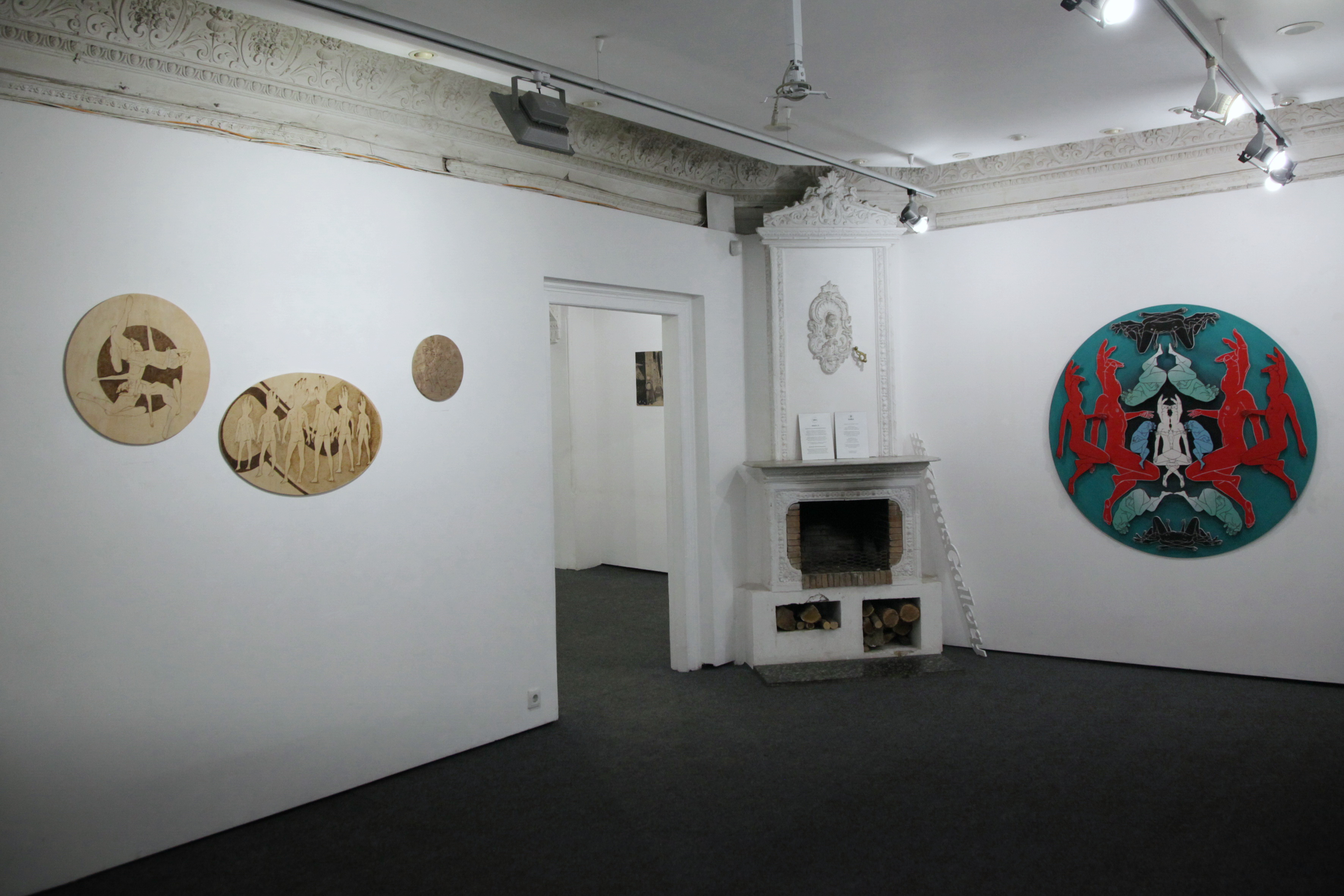
Карась Галерея. Оксана Солоп «Сублімація почуттів». 2017

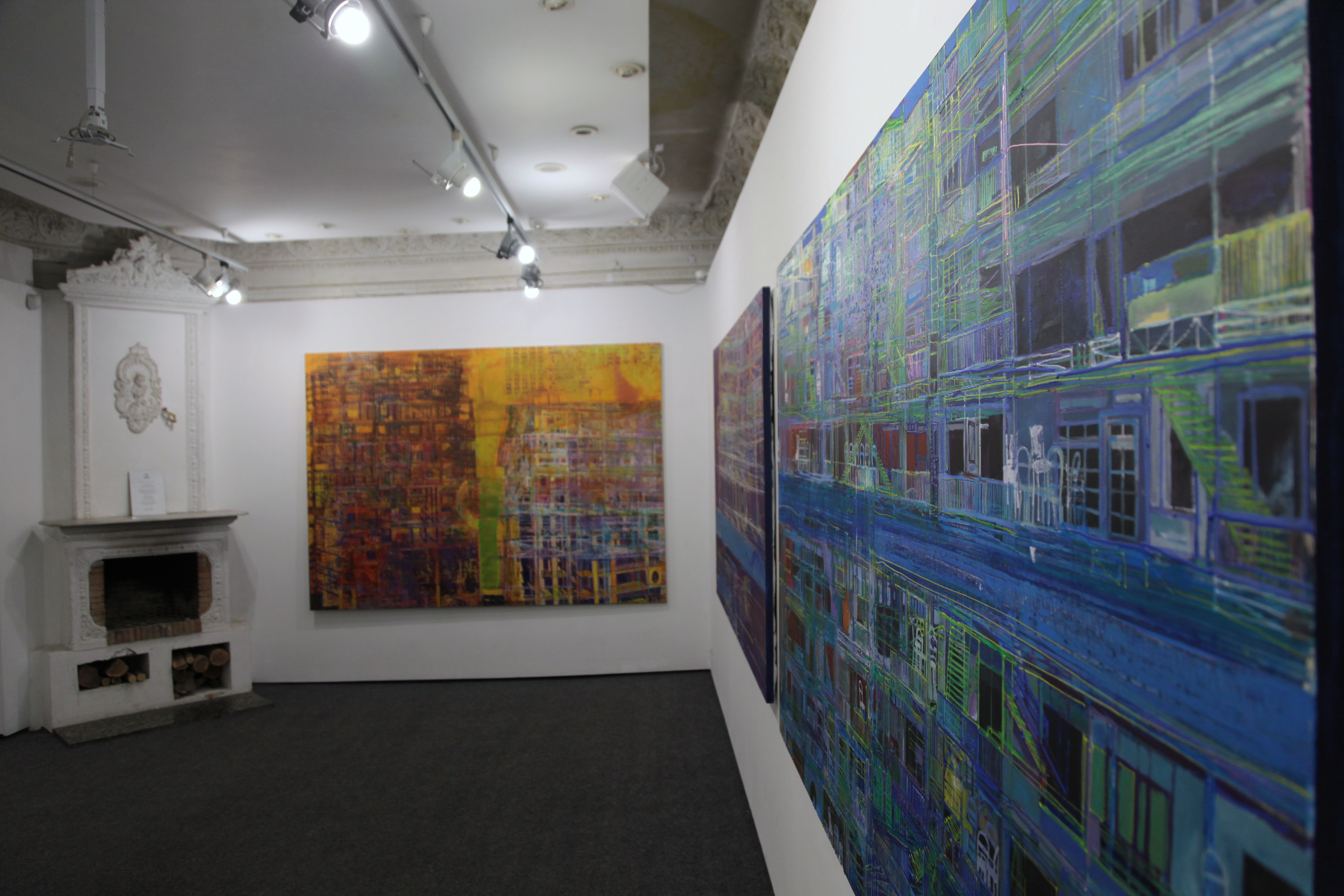
Карась Галерея. Виставка «Соціополіс» Андрій Блудов, 2017

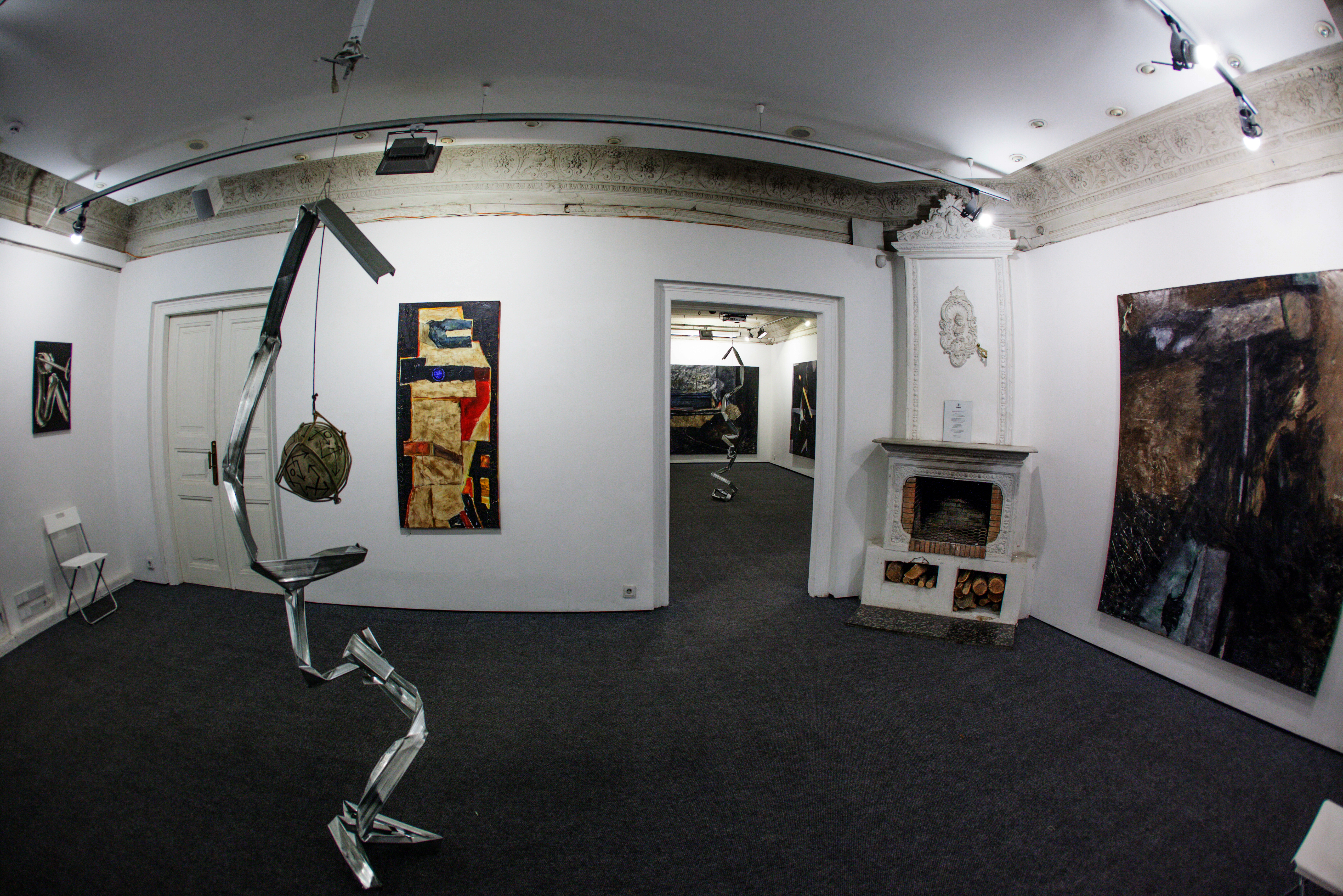
Карась Галерея. Виставка «2B ORNT 2B» Василь Бажай, 2017

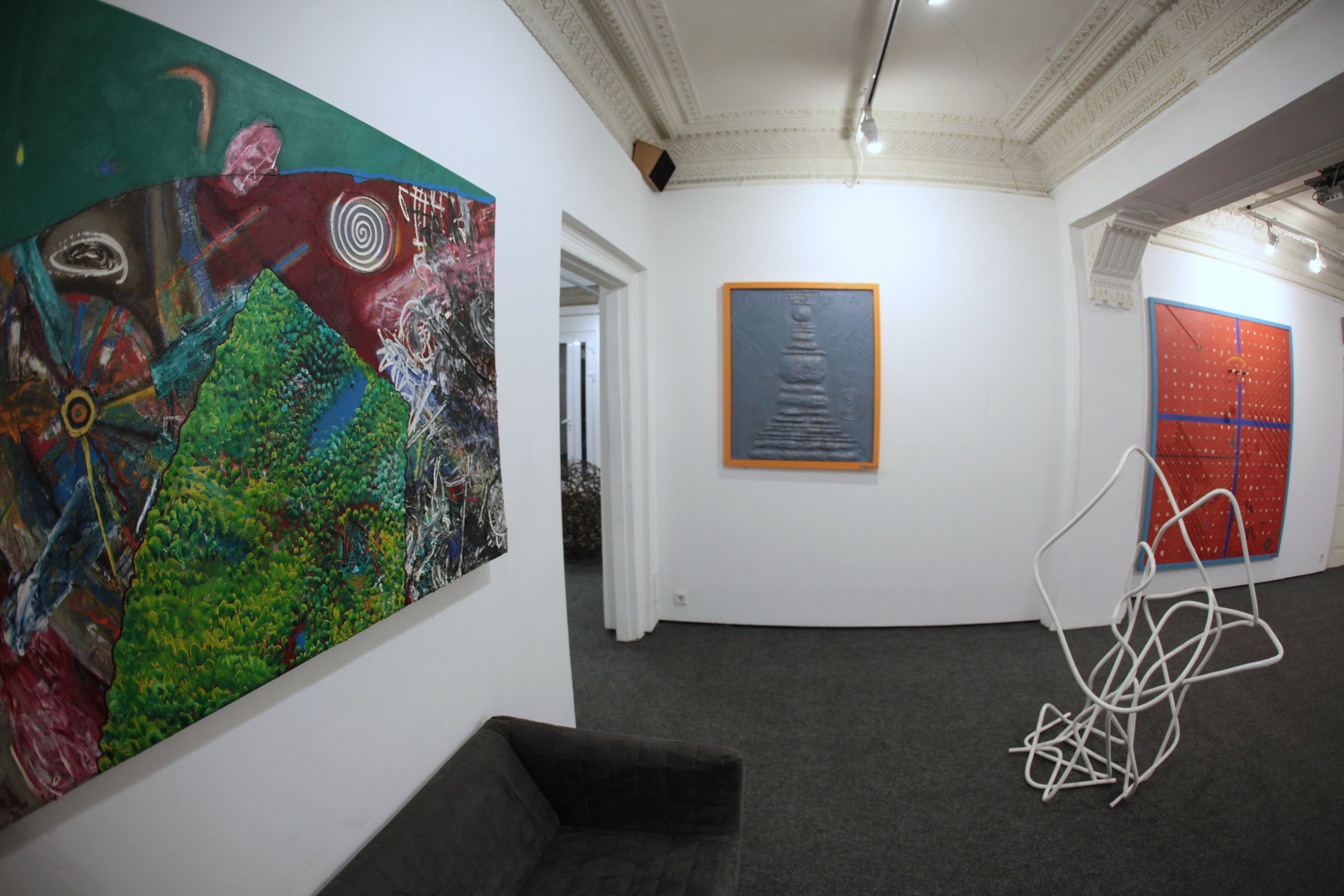
Карась Галерея. Виставка «За моїм вікном» Володимир Бовкун, 2016

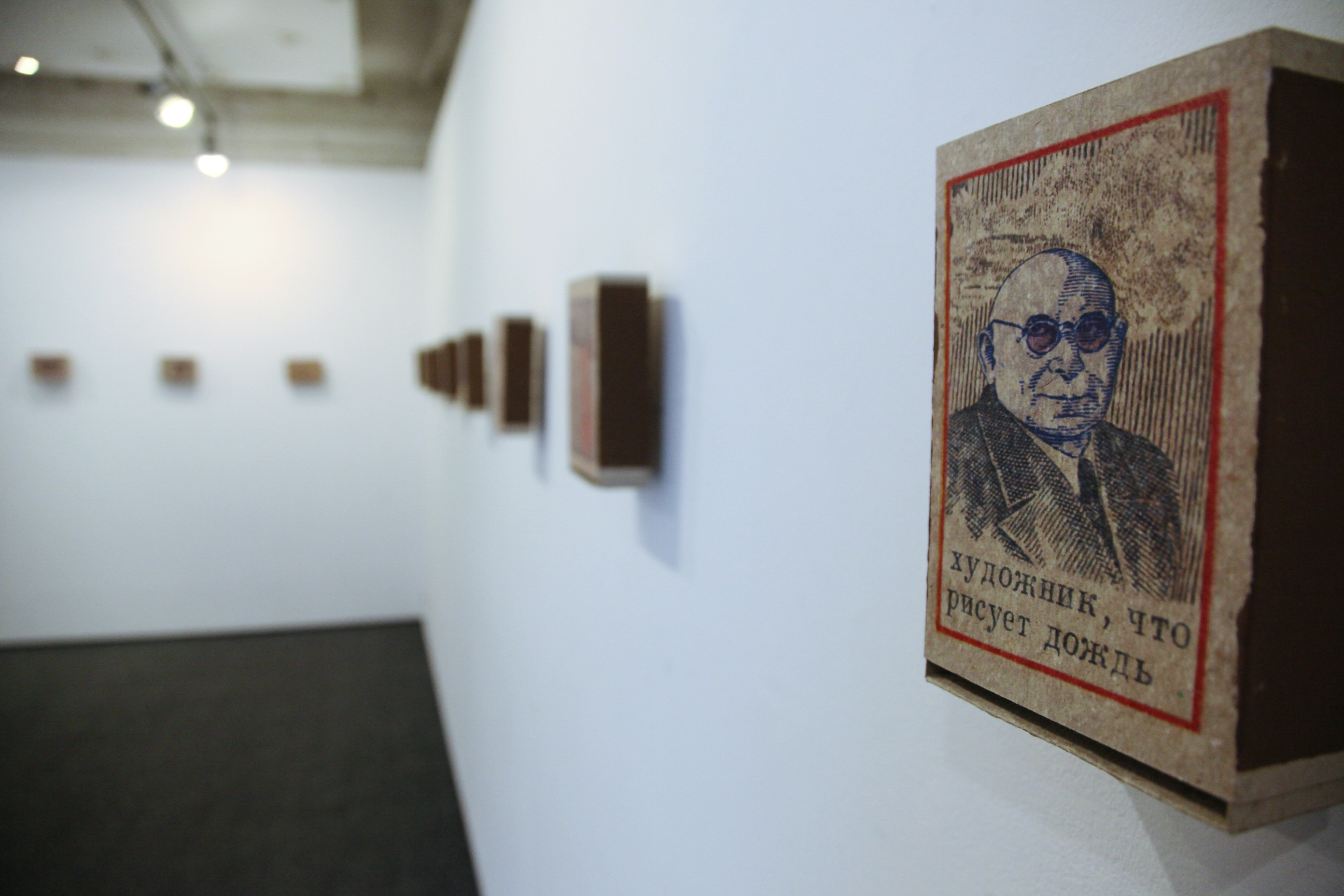
Карась Галерея. Віктор Покиданець «The Box». 2016

16 виставок, 4 групових, 11 персональних, 1 спецпроєкт
«Безумство та спокій» Володимир Яковець, живопис
«Summer Moved On» Антон Щебетко, фото, інсталяція

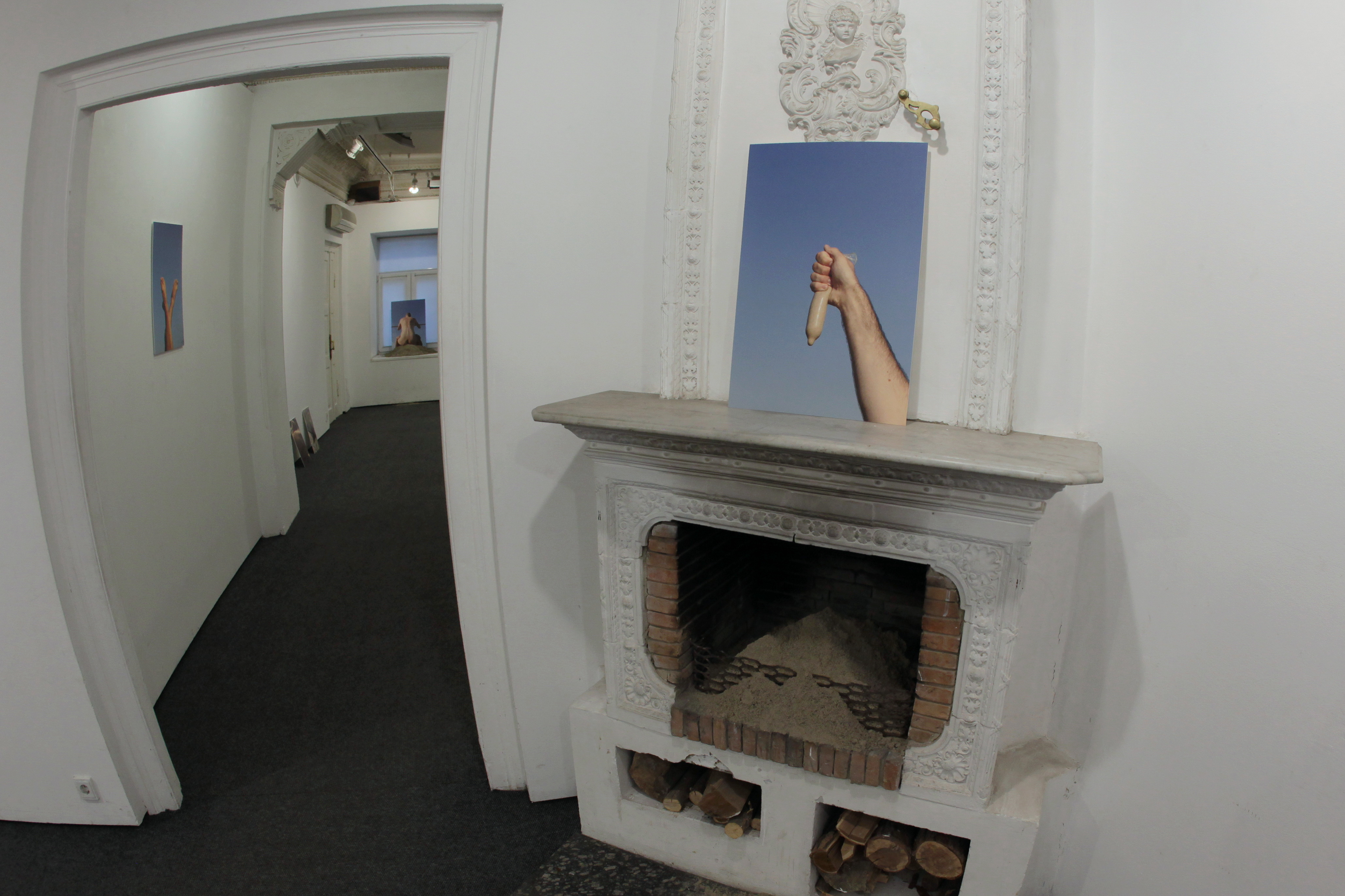
Карась Галерея. Виставка «Summer Moved On» Антон Щебетко, 2017

«Треба було» Сергій Панасенко, живопис, інсталяція, скульптура

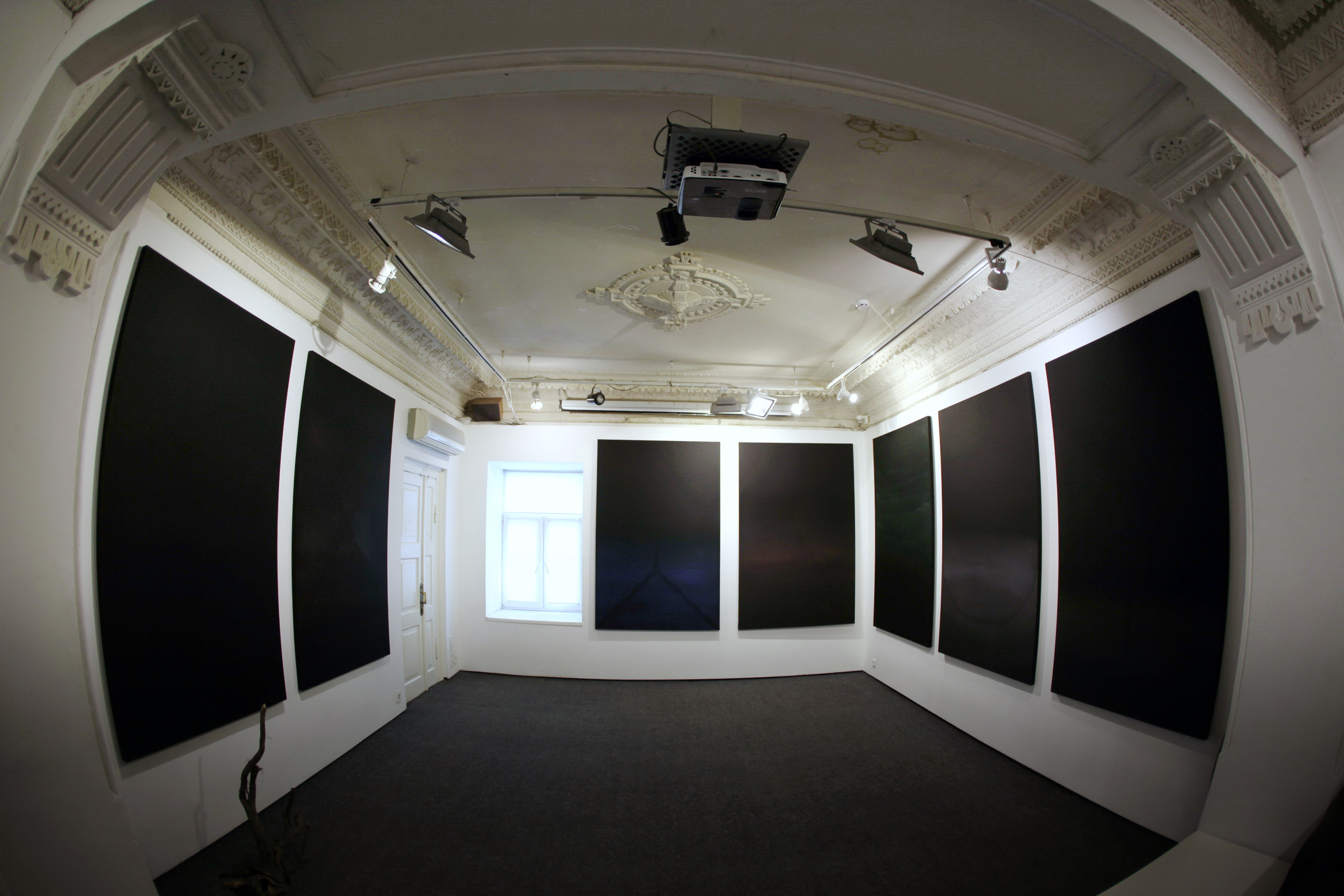
Карась Галерея. Виставка «Треба було» Сергій Опанасенко, 2017

«Танці» Едуард Потапенков, живопис, відеоарт
«Київський пейзаж» колективний проєкт, живопис, графіка (в приміщенні Музею Історії Києва)
«Рарітети 90-х: Немузейна колекція» групова виставка, живопис (в приміщення «Торонто-Київ»)

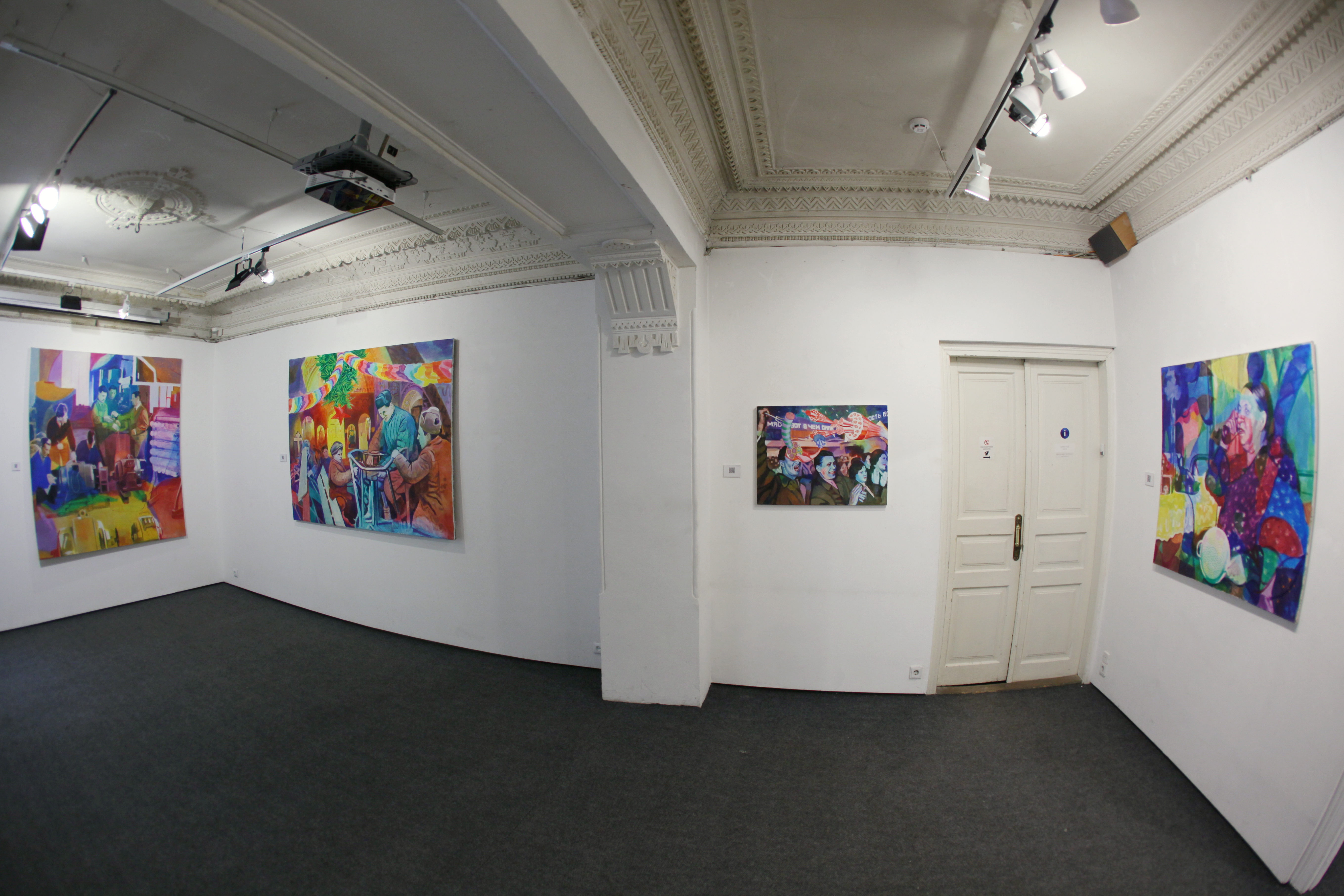
Карась Галерея Андрій Сидоренко проєкт «Клінічна картина» 2018

«Психодарвінізм: Еволюція психів» Илля Чічкан та Саша Чічкан, живопис, аплікація
«Без Назви» Євген Самборський, живопис, інсталяція
«Мурашник» Павло Маркман, живопис, арт об'єкт
«Альбом ЕКЗОРЦИЗМ» Ігор Канівець та Маргарита Шерстюк, живопис, скульптура, інсталяція
«Цианістий Калій» Віктор Покиданець, графіка, арт об'єкт
«Соціополіс» Андрій Блудов, живопис, графіка

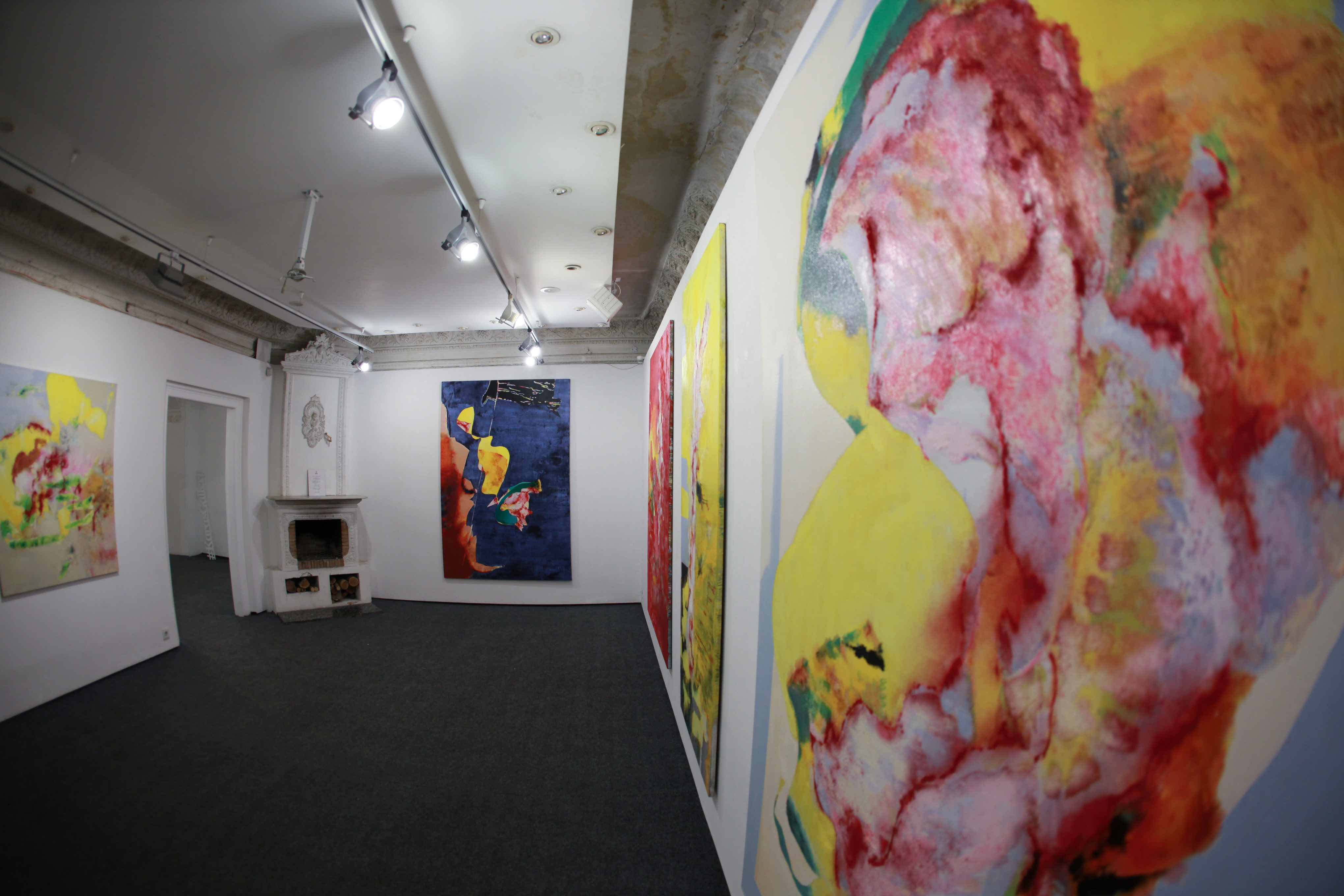
Карась Галерея. Петро Бевза «Розчерк». 2017

«2B ORNT 2B» Василь Бажай, живопис, інсталляція
«Розчерк» Петро Бевза, живопис

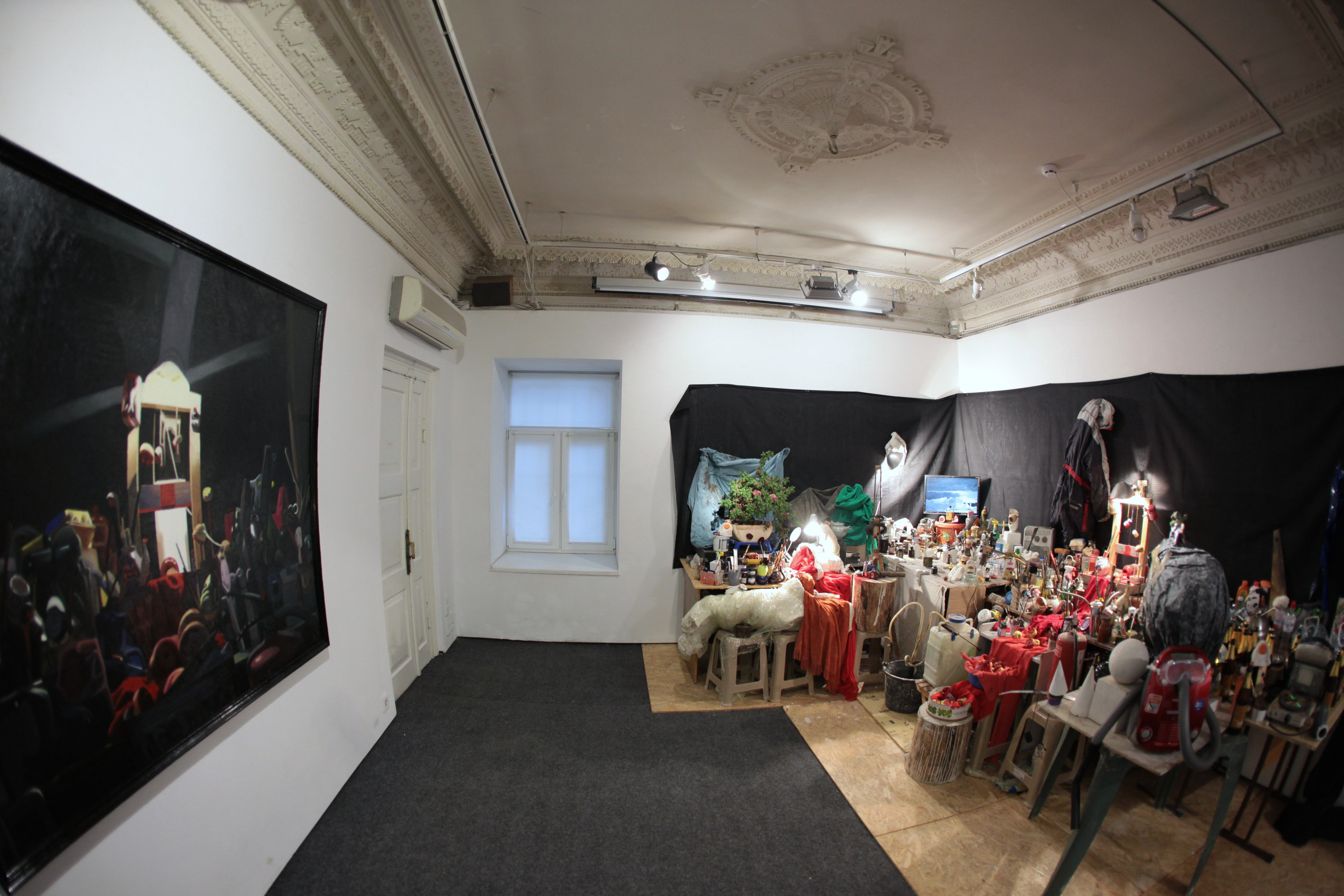
Карась Галерея. Виставка «Альбом Екзорцизм» Ігор Канівець та Маргарита Шерстюк, 2017

«Сублімація почуттів» Оксана Солоп, фотографія, графіка, випалювання по дереву, декупаж, рель'єф

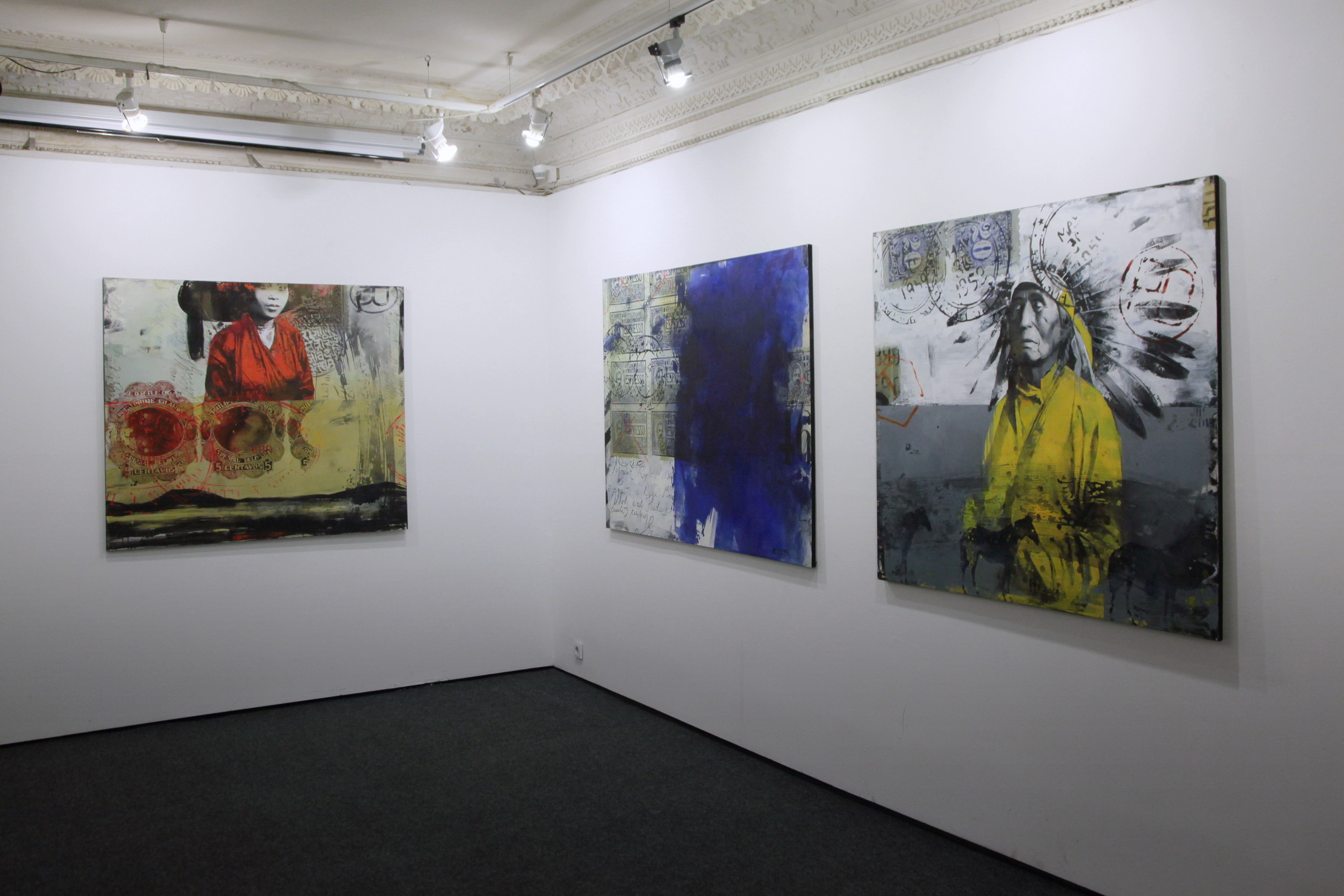
Карась Галерея. Людмила Раштанова «Особисте листування». 2016

«А4, Кулькова ручка» — колективний щорічний проєкт, графіка

### 2016
16 виставок, 14 персональних, 1 групова, 2 спецпроєкти
«Особисте листування» Людмила Раштанова, живопис
«За моїм вікном» Володимир Бовкун, інсталяція, асамбляж, живопис

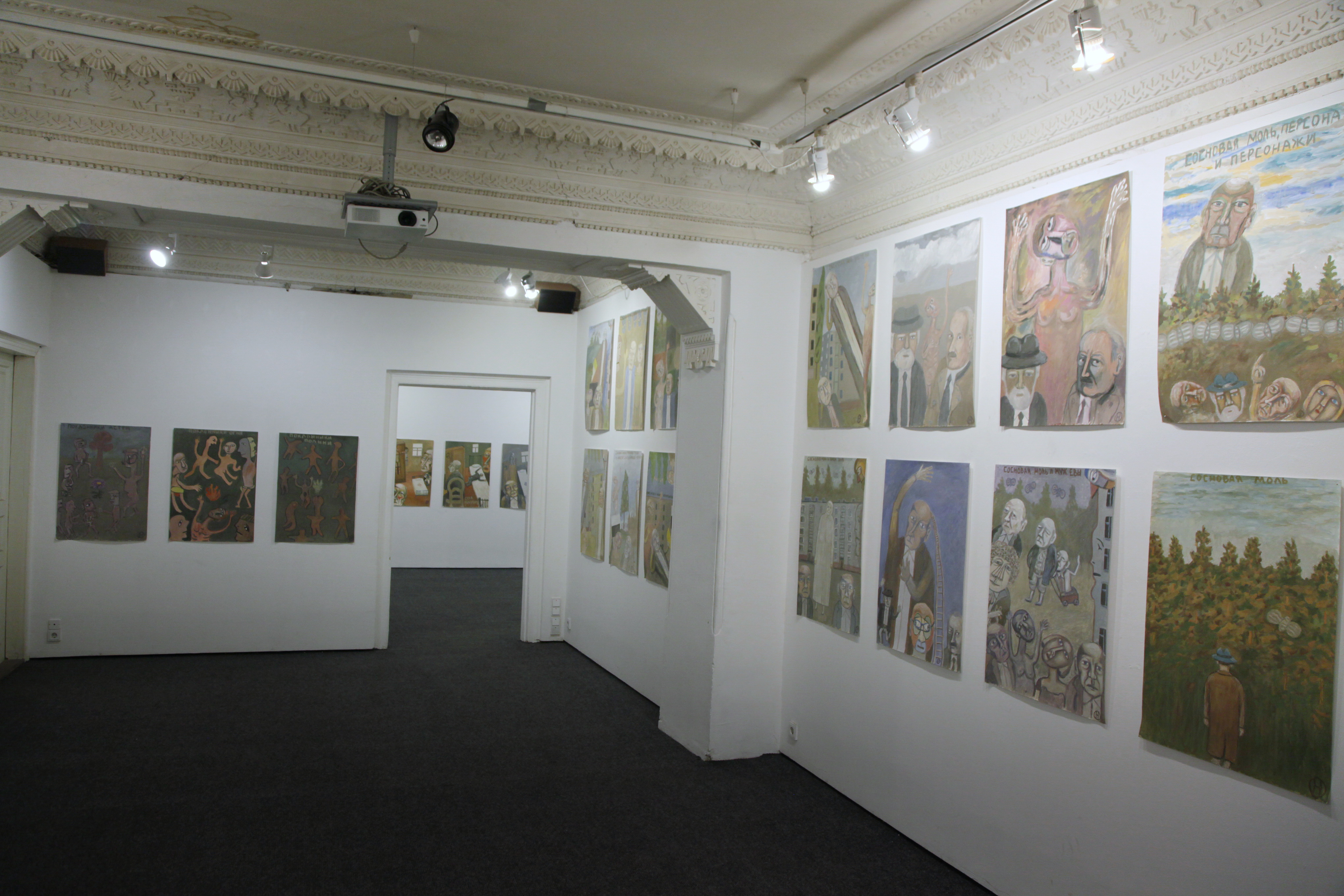
Карась Галерея. Олександр Найден «Мнима очевидність». 2016

«Мнима Очевидність» Олександр Найден, графіка
«The Box» Віктор Покиданець, графіка
«Ганді» Андрій Блудов, живопис

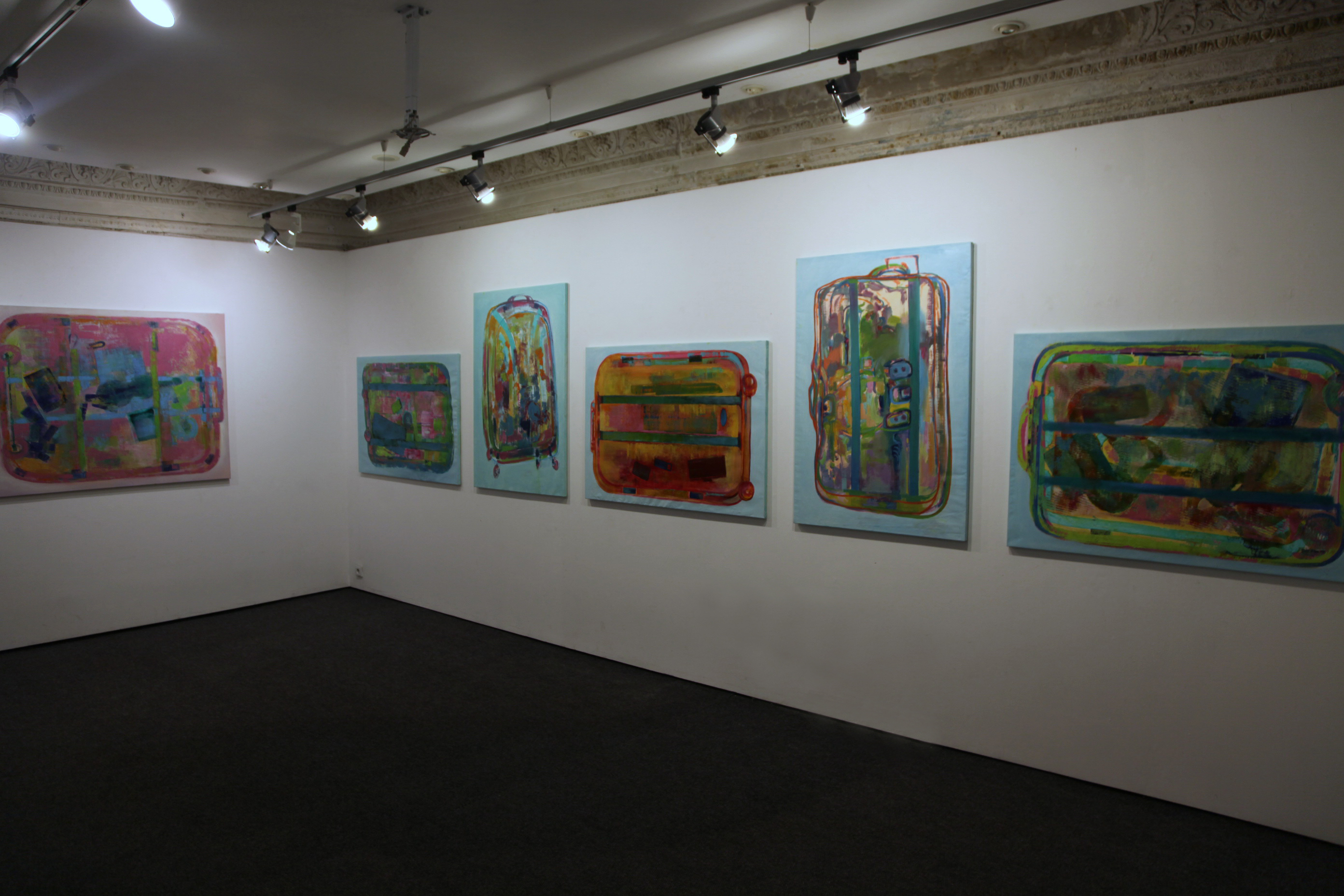
Карась Галерея. Олександр Ройтбурд «Сад земних насолод». 2016

«Weekend» Ігор Канівець, Маргарита Шерстюк, живопис, інсталяція

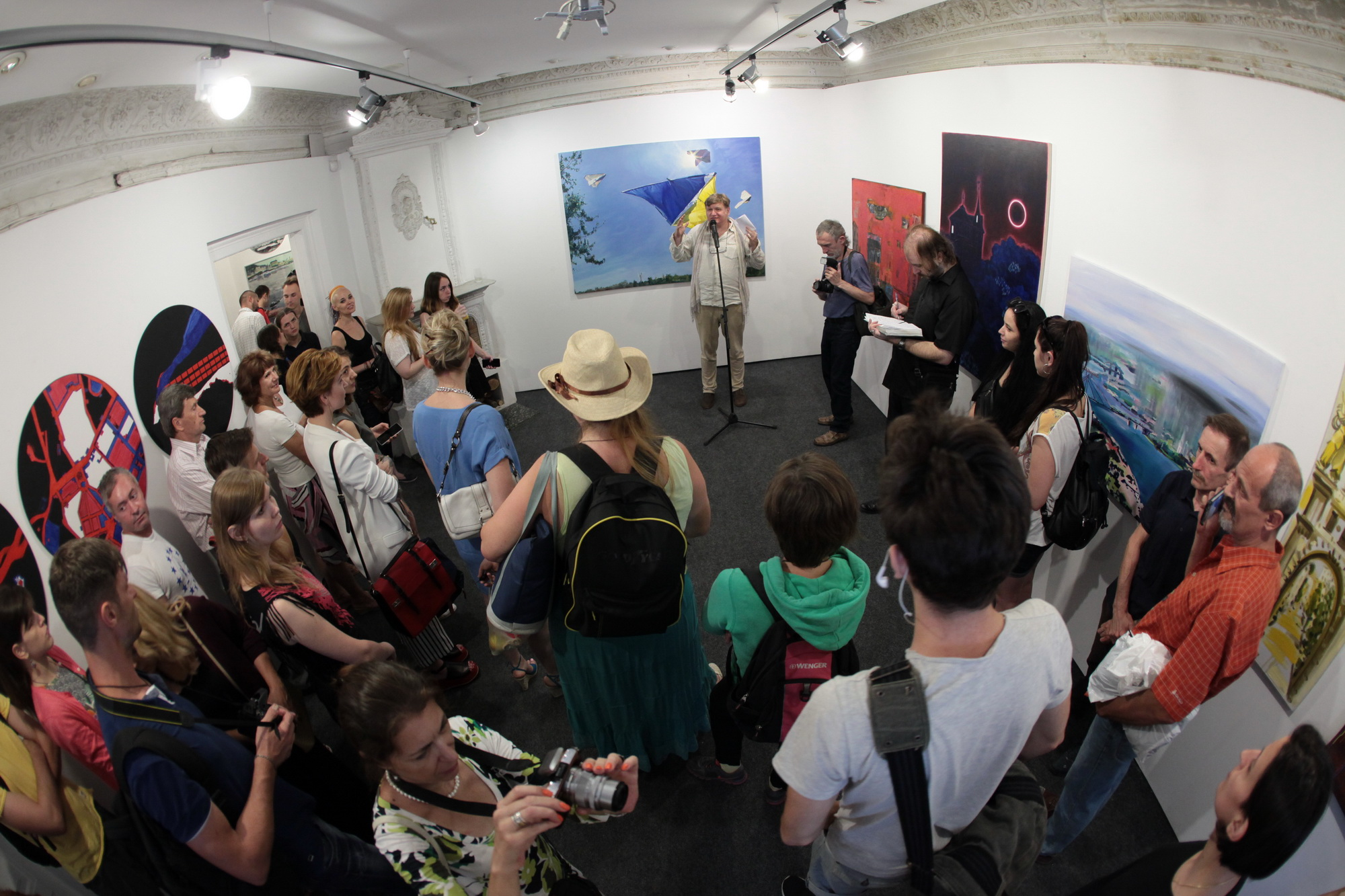
Відкриття групової виставки «Київський пейзаж» в Карась галереї. 2016 рік.

«Спальний район» Микола Лукін, живопис
«Туга за Батьківщиною» Влада Ралко, живопис, в рамках Kyiv Art Week
«Звичайні рухи» Едуард Потапенков, Сергій Корнієвський, живопис
«Hardcore» Сергій Панасенко, скульптура, інсталяція
«Київський пейзаж» Олексій Аполлонов, Петро Бевза, Андрій Блудов, Сергій Чайка, Маріко Гельман, Вадим Харабарук, Ігор Канівець, Ілля Ісупов, Ігор Коновалов, Сергій Корнієвський, Таня Маліновська, Едуард Потапенков, Олена Придувалова, Маргарита Шерстюк, Наталля Шевченко, Борис Слажнєв, Олег Тістол, Анатолій Варваров, Артем Волокітін, Володимир Яковець, Михайло Завальний, (колективний проєкт), живопис, графіка
«Ambient» Вадим Харабарук, живопис
«Ambigous abstractions» Петро Бевза, живопис
«Sacrum-III» Василь Бажай живопис, інсталяція
«Сад земних насолод» Олександр Ройтбурд, живопис

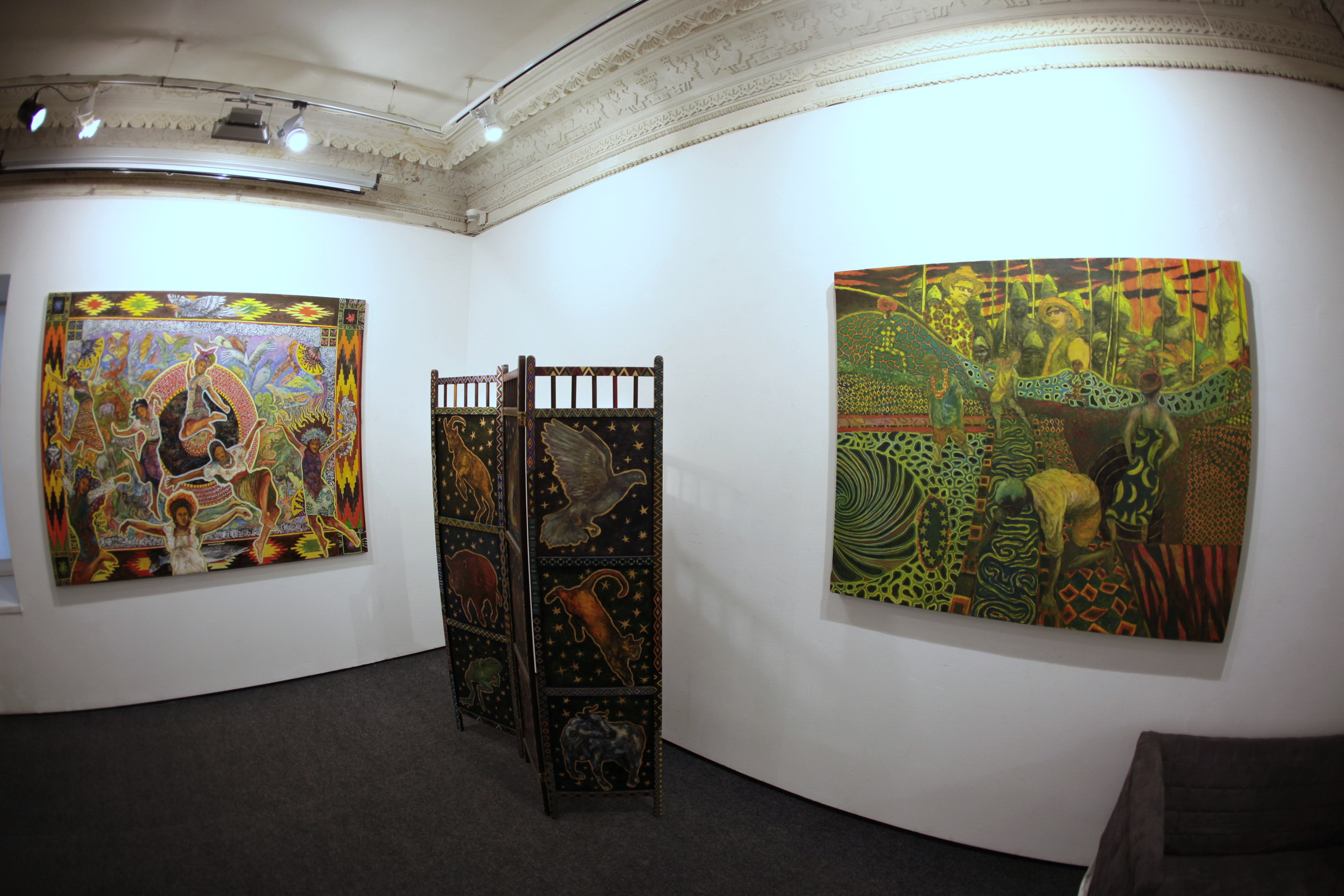
Карась Галерея. Експозиція виставки «Соціополіс» Андрій Блудов. 2017 рік.

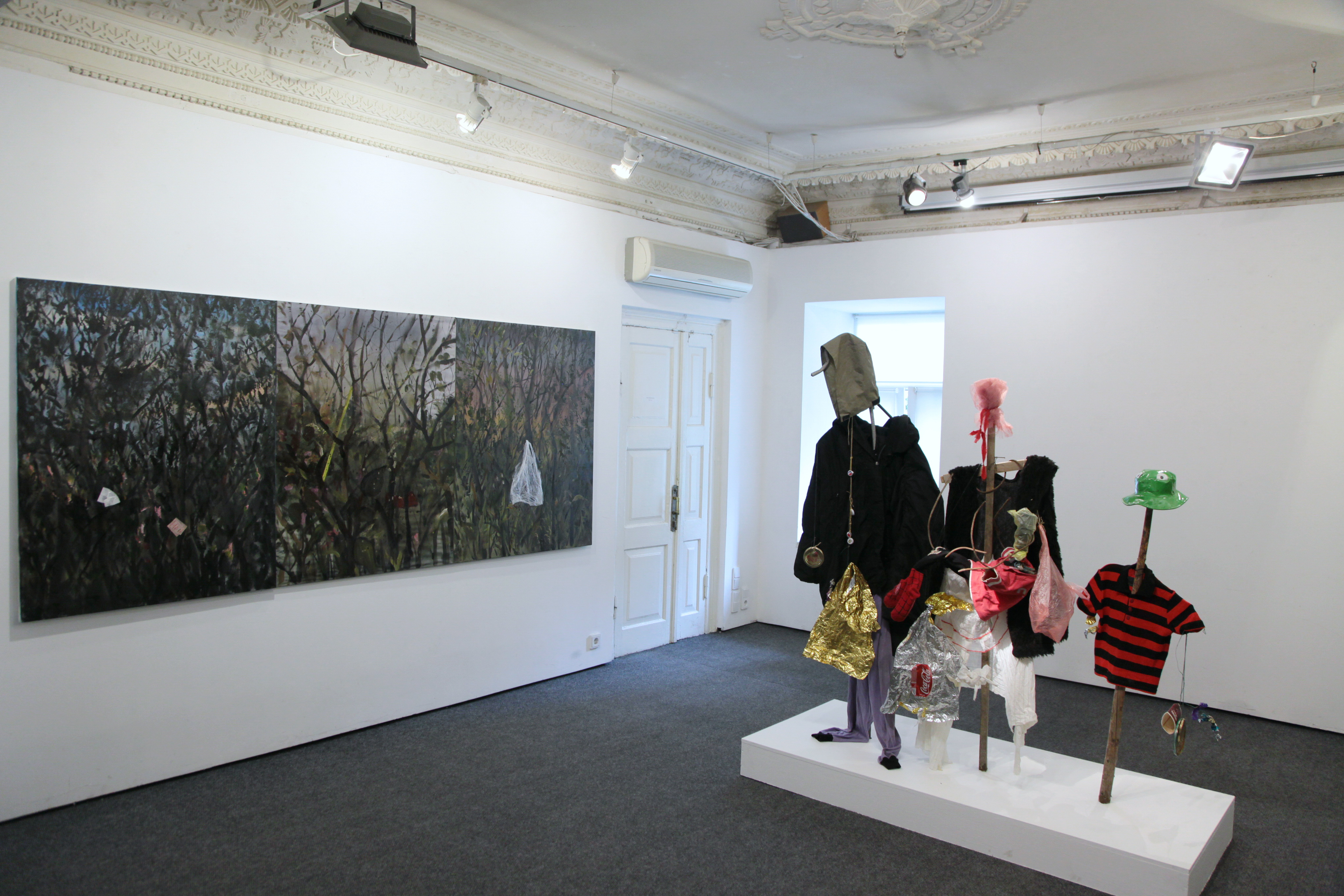
Карась Галерея. Виставка «Без Назви» Євген Самборський, 2017

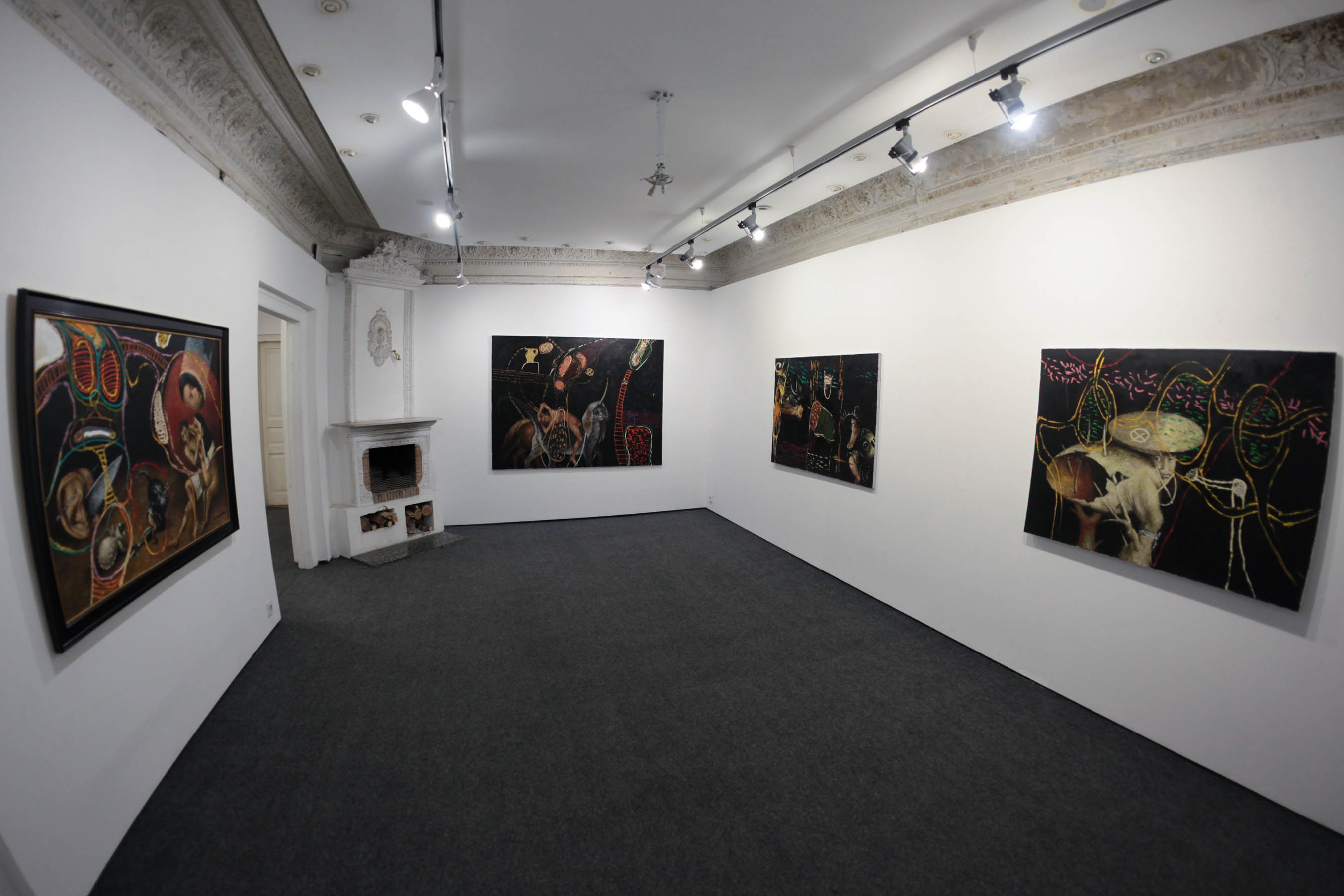
Карась Галерея. Олександр Ройтбурд «Сад земних насолод». 2016

«Багаж» Тая Галаган, живопис
«А4, Кулькова ручка» — колективний щорічний проєкт, графіка

### 2015
«А4, Кулькова ручка» графіка

Карась Галерея. Виставка Василь Бажай «Пьяно-Форте III», 1997

«Лібертаж» Стас Волязловський графіка,відеоарт

«Портрет в інер'єрі» Олексій Аполлонов живопис

«Безвідповідальність» ретроспективна виставка живопис,графіка,інсталяція

«Жовта серія» Роберт Саллер живопис

«Інтервенція» Василь Бажай живопис,перформанс

«Маски» Сергій Чайка живопис

«Переїзд» Ігор Канівець та Маргарита Шерстюк живопис

«Назад в майбутнє! Раритети 2000-х» ретроспективна виставка живопис

«Сімейний альбом» Євген Павлов фотографія

«Маневри» Едуард Потапенков, Володимир Падун, Сергій Корнієвський, живопис

«Генії та таргани. Вибір» Володимир Яковець, живопис

«Гірше реальності» Олексій Сай, Excel-Art, цифровий друк

«А4, Кулькова ручка» рисунок, «Книжковий арсенал», Мистецький Арсенал, Київ

«Периферія» Андрій Блудов, живопис

«Anno Domini» Петро Бевза, живопис

«Віра, Надія, Любов» Всеукраїнський дитячий конкурс малюнку Фонд Ігоря Янковського, Український Дім, Київ

«Гра в класики. Раритети 90-х з колекції галереї» живопис

Майстер-клас Phil Minton (Велика Британія) і Audrey Chen (Велика Британія), вокал, спів

«Інший світ» Майя Колесник, живопис

«Диссоціація» Андрій Бабчинський, живопис, графіка

### 2014
«А4, Кулькова ручка» щорічний художній проєкт, рисунок

«Особистий космос» Ігор Канівець, Маргарита Шерстюк, живопис, інсталяція

«Український пейзаж» (500 творів, 100 авторів, 8000 м²), До Дня незалежності України, Мистецький Арсенал, Київ

«Заглиблення» Олександра Токарева, «Мт 5:13» Олеся Секереш, графіка, інсталяція

«12 фотографій» Олександр Родченко, фото

«Зимно» Мирослав Вайда, графіка

«Серія ЧБ» Олексій Аполлонов, живопис

«Від сувеніра до сувеніра» Віктор Покиданець, інсталяція

«Вид на Крим» Анцигін Єгор, Бучацька Катя, Дименко Анатолій, Мазур Максим, Макаренко Богдан, Науменко Олена, Федотова Аліна, Хадєев Валерій, Щербина Аня, Іванова Люся, живопис, акція

«Білії листи» Влада Ралко, графіка

«Ребята, давайте жить дружно» Наомі Лоуренс, живопис

«Камінь, ножиці, папір» Данило Галкін, графіка, об'єкти, інсталяція

### 2013
«А4, Кулькова ручка» щорічний художній проєкт, рисунок

«Живопис» Василь Бажай, живопис

«Акти громадянського стану» Віта Буйвід, відео-арт, інсталяції, фото

«Перед стратою» Микита Кадан, графіка, інсталяція, фото

«Внутрішнє сяйво» Артем Волокітін, живопис, відео-арт

«Лінія» Олександр Друганов, живопис, інсталяція

«Пляж» Володимир Гуліч, живопис, інсталяція

«No name» Роберт Саллер, живопис

«Пластинки» Юрій Пікуль, Микита Наслимов, Ірина Костишина, Павло Маркман, Олександр Долгий, Георгій Потопальський, Ліза Єжкова, Ігор Канівець, Маргарита Шерстюк, Андрій Сімончик, живопис

«Війна та мир» Сергій Чайка, живопис

«Узбіччя» Олександр Бабак, живопис

«Блокнот Художника» Олексій Аполлонов, живопис

«Full face» Ілля Пруненко, живопис

«Поверхня» Влада Ралко, живопис

«Молоко» Віктор Покиданець, живопис

«Змішанні почуття» Леся Хоменко, живопис

### 2012
«А4, Кулькова ручка» щорічний художній проєкт, рисунок

«Queer time» Данило Галкін, digital-art, скульптура, інсталяція

«Без назви» Олександр Сухоліт

«Арт Вибір» — конкурс робіт

«Monstra» Олег Сулименко, перформанс

«Арт Спека» живопис, інсталяції.

«Super nature» Tanz Laboratorium, перформанс

«Зачарований погляд» Влада Ралко, живопис

### 2011
«А4, Кулькова ручка» щорічний художній проєкт, рисунок

«Фігури на білому» Микита Кадан

«Примари Лівадії» Володимир Гуліч

«Внутри» Влада Ралко, живопис інсталяції

«Залежні» Bondero, Олексій Аполлонов, Віта Буйвід, Олександр Верещак, Олександр Друганов, Ілля Ісупов, Ігор Карпенко, Микола Кривенко, Дмитро Корнієнко, Олександр Матвієнко, Юрій Пікуль, Віктор Покиданець, Вінні Реунов, Роберт Саллер, Вадим Харабарук, Наталля Шевченко, живопис інсталяція

«Техногенезис» Оксана Чепелик, живопис

«Незалежні» (разом з «Мистецьким Арсеналом») Ілля Ісупов, Сергій Зарва, Стас Волязловський, Анатоль Степаненко, Віктор Покиданець, Вінні Реунов, Роберт Саллер, Вадим Харабарук, Наталля Шевченко, живопис, інсталяція

«Piccolo amore» Віта Буйвід, живопис, інсталяція

«Кладова» Юрій Пикуль, Дмитро Корнієнко, живопис

«Герої» Олексій Аполлонов, живопис

«Зупинка в русі/Stop in motion» Максим Афанас'єв, Дмитро Антонов, Анастасія Міхєєва, Семен Храмцов, відео-арт

«Еволюція поцілунку» В'ячеслав Машницький, живопис

«Лелеки» Віктор Покиданець, живопис

«Escape Landscape» Роберт Саллер, немазковий живопис

«АйТуАй» POPTRANS, живопис

«Пряма трансляція» Вінні Реунов, живопис

### 2010

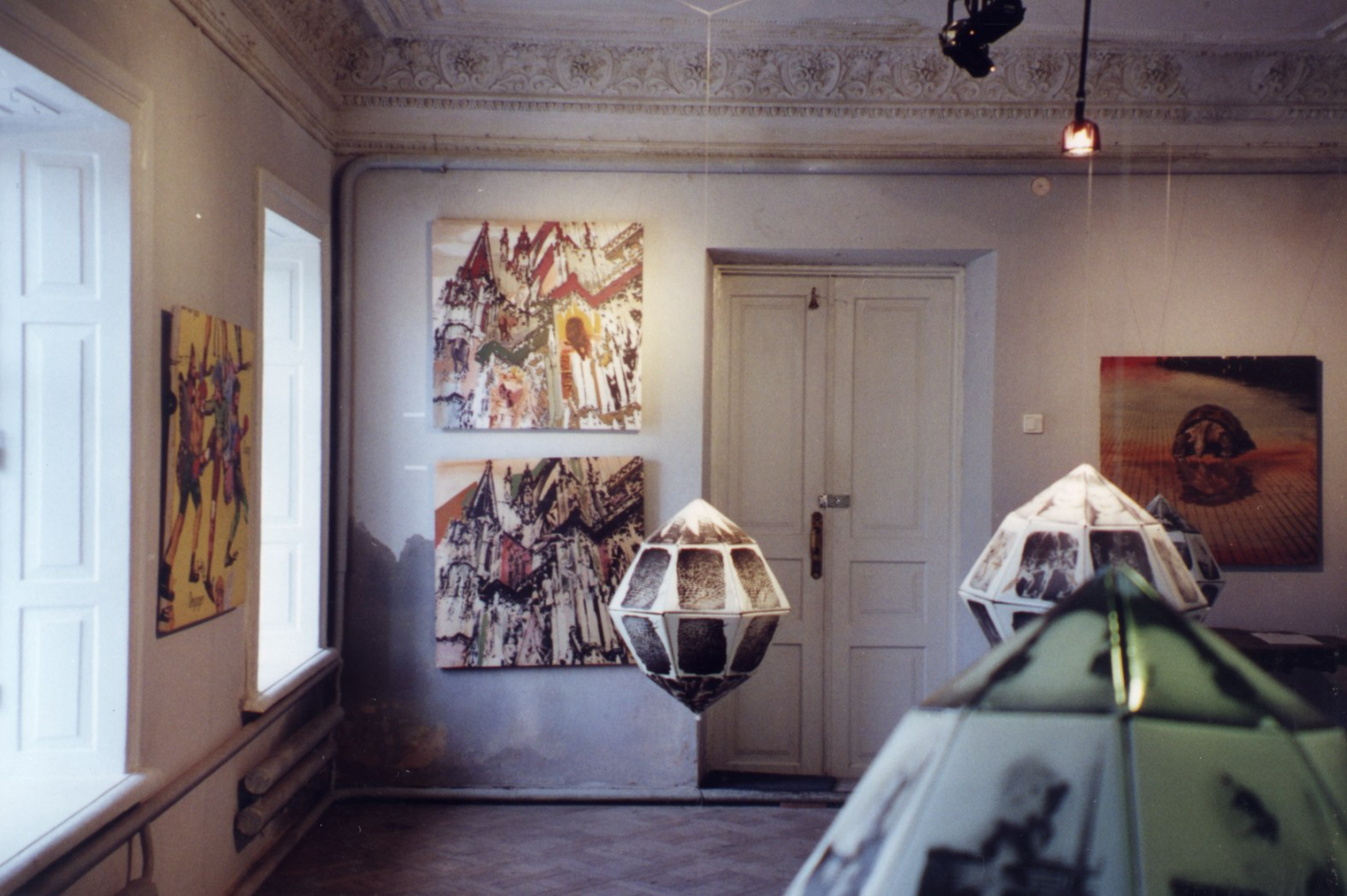
Карась Галерея. Виставка Дмитро Кавсан «Сни Назавжди», 1995

«А4, Кулькова ручка» щорічний художній проєкт, рисунок

«Речі» Дмитро Корнієнко, Юрій Пікуль, живопис, фотографія, інсталяціі та інше

«Бачення» Олександр Друганов, живопис

Ілля Ісупов, Жанна Кадирова, Олексій Сай, графіка, арт-об'єкти, інсталяція

«Навчаємо поганому», Олексій Аполлонов, Володимир Будніков, Артем Волокітін, Стас Волязловський, Дмитро Корнієнко, Юрій Пікуль, Ігор Подольчак, Віктор Покиданець, Влада Ралко, Вінні Реунов, Олександр Ройтбурд, Роберт Саллер і ін., живопис, графіка, фотографія, відео, перфоманс, читання

«Художник і модель», Олексій Аполлонов, живопис

«Ресурс», Володимир Кожухарь, живопис

«Зима 2009—2010», Олександр Бабак, живопис

«Ар-деко» Діметр Чипарус з колекції Ігоря Воронова, скульптура, Великий скульптурний салон, Український Дім, Київ

«Місце посадки», Вінні Реунов, живопис

«Нонконформізм» Володимир Немухін, скульптура, живопис

Файн Арт Юкрейн — 2010 (Київ)

### 2009
«Військовий санаторій» Влада Ралко, живопис

«Інфанта» Олексій Аполлонов, живопис

«Поверхня» Василь Бажай, живопис

«Час обідати» Віктор Покиданець, живопис

«Упорно» Олександр Ройтбурд, Ілля Чичкан, Маша Шубіна, Стас Волязловський, Ілля Ісупов, Леся Мальська, живопис, графіка, фотографія

«А4, Кулькова ручка» щорічний художній проєкт, рисунок, Арт Вільнюс, Вільнюс, Литва

«360˚» Олександр Друганов, живопис

«De profundis» Мистецький Арсенал (відкриття Мистецького Арсеналу), Київ

«Електронна Анархія» Bondero (Вадим Бондаренко), ГОГОЛЬFEST — 2009, Київ

«Погані красиві» Роберт Саллер, (ПопТранс) живопис

«Сонографії» Оксана Чепелик, живопис, відео

«Супер Обкладинка» Вінні Реунов, живопис, Арт-Київ, Український Дім, Київ

«Прості речі» Влада Ралко, живопис, Арт-Київ, Український Дім, Київ

«Супер Обкладинка» Вінні Реунов, живопис

«Сонник» Віта Буйвід, фотографія

«А4, Кулькова ручка» щорічний художній проєкт, рисунок

### 2008
«Нова українська мова» група Р. Е.П., група «Psia Krew», Анатолій Белов, Станіслав Волязловський, Алевтина Кахидзе, Леся Хоменко, Сергій Кузнєцов, відео

«Стінгазета», Стас Волязловський, графіка

«За добро і зло!» Леся Хоменко, живопис

«Я люблю комерцію» Сергій Кузнєцов, живопис

«Репетиція» Олександр Матвієнко, живопис

«Заздрість до реальності» Влада Ралко, живопис

«Заздрість до реальності» Влада Ралко, живопис, ГОГОЛЬFEST 2008, Мистецький Арсенал, Київ

«Фігуратів-2» Олексій Аполлонов, живопис

«Паузи Хезітациі» Ігор Гусєв, фотографія

«Робочий стіл» Ковальов Сергій, Bondero (Вадим Бондаренко), Сергій Кузнєцов, Роберт Саллер, Ігор Гусєв, Віктор Покиданець, живопис

«Технодекаданс» Вадим Бондаренко (Одеса), живопис

«Китай Назавжди» Олександр Гніліцкий, Ігор Гусєв, Сергій Кузнєцов, Микола Маценко, Віктор Покиданець, Влада Ралко, Ілля Чічкан, Маша Шубіна, Володимир Щербак

«Secondhand сучасного мистецтва», Ілля Чичкан, Bondera(Вадим Бондаренко), Віктор Покиданець, Ігор Гусєв, Володимир Щербак, Маша Шубіна, Сергій Ковальов

«НЕМОВляЛЬКА. фрагмент»(з проєкту «ГЕНЕЗИС») Оксана Чепелик, живопис, відеопроєкція

«Артпром» Віктор Покиданець, живопис

«Карпатський альбом» Роберт Саллер, живопис

«Марки» Олександр Друганов, живопис Арт-Київ

«А4, Кулькова ручка» щорічний художній проєкт, рисунок

### 2007
«Архів» Василь Бажай (Львів), живопис

«Хто ми, звідки ми, куди йдемо» Композиція № 2 Бадрі Губіанурі (Київ), інсталяція

«Blue Valentines» Ігор Карпенко (Київ), фото, відео

«Дельфіни-2006» Олександр Сухоліт (Київ), живопис

«Відкрита ніч. Дубль 11» щорічний кінофестиваль. Організатори: реж. Михайло Іллєнко, продюсерська агенція «Зелений пес»

«In Natura» Петро Бевза (Київ), живопис

«Лабіринт» Бадрі Губіанурі, перформанс

«Тектоніка» Гейко Марко (Київ), живопис

«Секонд хенд» Сергій Кузнєцов, мистецька акція-продаж робіт декількох художників, живопис, скульптура, об'єкти

«Етюд» Бадрі Губіанурі, перформанс

«Техніка виживання» Bondera (Вадим Бондаренко), (Одеса), живопис

«Марки» Рудешко Костянтин (Київ-Москва), фото-проєкт

«Відкриття фонтана» Юрашки Віка та Влад (Харків-Феодосія), живопис

«Класичний мотив» Будніков Володимир (Київ), живопис

«Happyl'end» Матвієнко Олександр, Харабарук Вадим, Стегура Андрій, Ониско Марсель, Саллер Роберт, Шевченко Наталя, живопис

«КінецьПочаток», Матвієнко Олександр (Київ), живопис

«Художники малюють. А4, кулькова ручка» щорічний груповий портфоліо-проєкт, малюнок (офісний папір, кулькова ручка)

### 2006
«Гурзуф» Олександр Бабак (Київ), живопис

«Танго» Олександр Ройтбурд (Одеса), живопис

«Феномен Епідермізму» Оксана Мась (Київ), фотографія

«Метагеографія» Юрій Соломко (Київ), живопис на географічних картах, інсталяція

«Блік» Володимир Бовкун (Київ), живопис, асамбляж

Вінні Реунов (Київ), живопис

«Лінія» реж. Валентин Васянович (Київ), відеопоказ

«Відкрита ніч. Дубль 10» щорічний кінофестиваль. Організатори: реж. Михайло Іллєнко, продюсерська агенція «Зелений пес»

«Pgeoalrdl»(золото та перламутр) Олександр Матвієнко (Київ), живопис

«Поправка» Марко Гейко (Київ), живопис

«NaExport» Юрашки Влад і Віка (Феодосія), живопис

«Пейзаж» Олександр Сухоліт (Київ), «Квіти», Вінні Реунов (Київ), групова виставка, живопис

«Хто ми, звідки ми, куди йдемо» Композиція № 1, Бадрі Губіанурі (Київ), інсталяція

«Структури» Анатолій Криволап (Київ), живопис

«Рембрандт–Zoom» Тіберій Сільваши (Київ), живопис

«Лабіринт» Бадрі Губіанурі (Київ), перфоманс

«Близнюки» Влада Ралко (Київ), живопис

«Пташки» Лариса Венедиктова (Київ), Марина Коновалова (Німеччина), перформанс, сучасний танок

«Художники малюють. А4, кулькова ручка» щорічний груповий портфоліо-проєкт, малюнок (офісний папір, кулькова ручка)

### 2005
«Паркан» Олександр Найден (Київ), живопис

«Рік, що минув» Олександр Бабак (Київ), живопис

«КНР» Олег Тістол (Київ), живопис

«Підсніжники» Максим Мамсіков (Київ), живопис

«Ріка Либідь» Олександр Животков (Київ), живопис

«Порожнеча» Василь Бажай (Львів), живопис

«Архів» Андрій Сагайдаківський (Львів), живопис

«Рай» Олександр Ройтбурд (Київ), живопис

«Поліхромії» Ігор Янович (Львів), живопис

«Відкрита ніч. Дубль 9» щорічний кінофестиваль. Організатори: реж. Михайло Іллєнко, продюсерська агенція «Зелений пес»

«День танцю» Tanzlaboratorium, перформанс, керівник Лариса Венедиктова

«Взяття Бастилии» Олександр Шевчук (Одеса), фотографія

«Німе кіно» Владислав і Вікторія Юрашки (Харків), фотографія

«&» Олександр Друганов (Київ), живопис

«Пейзаж», Анатолій Криволап (Київ), живопис

«Так Як» Ігор Карпенко (Київ), фотографія, інсталяція

«Пляж» Ілля Ісупов (Київ), живопис

«Pig sushi» Вінні Реунов, семінар-фуршет

«Заповіти майстрів» Владислав Шерешевський (Київ), Матвій Вайсберг (Київ), живопис

«Рожеве міцне» Влада Ралко (Київ), живопис

TanzLaboratorium, перформанс, керівник Лариса Венедиктова

«Краєвиди» Петро Бевза (Київ), живопис

«Новорічна Листівка» групова щорічна виставка

«Художники малюють. А4, кулькова ручка» щорічний груповий портфоліо-проєкт, малюнок (офісний папір, кулькова ручка)

### 2004
«Робоча виставка» Вінні Реунов (Київ), живопис

«Тамара» Олександр Бабак (Київ), живопис

«Пасовище» Олександр Сухоліт (Київ), живопис

«Килимки» Андрій Сагайдаківський (Львів), живопис

«Ностальгія. Київ 70-их у ранніх творах» Анатоль Степаненко (Київ), живопис

«Кавказ» Олег Тістол (Київ), живопис

«Відкрита ніч. Дубль 8» щорічний кінофестиваль. Організатори: реж. Михайло Іллєнко, продюсерська агенція «Зелений пес»

«Анатомія деструкції» Олександр Дубовик (Київ), живопис

«Шкіра живопису» Тіберій Сільваши (Київ), живопис

«Абстрактний живопис» Микола Філатов (Львів, Москва) живопис

«Конотації» Василь Бажай (Львів), живопис

«Насолода живописця, або Римські канікули» Володимир Будніков (Київ), малюнок

«Слабкий антропний принцип» Матвій Вайсберг (Київ), живопис

«Шедеври сучасного українського живопису» Олександр Бабак, Петро Бевза, Володимир Бовкун, Володимир Будніков, Матвій Вайсберг, Гліб Вишеславський, Марко Гейко, Олександр Дубовик, Олександр Животков, Микола Кривенко, Сергій Паніч, Влада Ралко, Тіберій Сільваши, Владислав Шершевський, живопис

«Проекти монументів» Сергій Паніч (Київ), живопис

«Проста людина» Влада Ралко (Київ), живопис

«Теодозії 2» Петро Бевза (Київ), живопис

«Український мотив. Пейзаж. Варіації модулю» Анатолій Криволап (Київ), живопис

«Independence Day» Сергій Чайка (Тернопіль), живопис

«Окраїна» Марина Скугарєва (Київ), Юрій Соломко (Київ), живопис

### 2003
«Сілуети» Лев Маркосян (Полтава, Київ), живопис

«Графіка. Вибране» Олександр Бабак (Київ), живопис

«Живопис» Матвій Вайсберг (Київ), живопис

«Сублімація живопису» Василь Бажай (Львів), живопис

«01» Ігор Карпенко (Харків), «Stereo Cat» Олександр Друганов (Київ), фото

«Гіперпростір» Юрій Соломко (Київ), фото-коллаж

«Реалізм+» (краса по-Шерешевськи), Владислав Шерешевський (Київ), живопис

«Вперше» Олександр Друганов (Київ), фото

«Відкрита ніч. Дубль 7» щорічний кінофестиваль. Організатори: реж. Михайло Іллєнко, продюсерська агенція «Зелений пес»

«Вона» Микола Кривенко (Київ), живопис

«СО2» Сергій Чайка (Тернопіль, Краків), живопис

«Трансформації 2» Ігор Янович (Львів), живопис

«Добре препарований клавір» Олександр Нестеров, концерт

«Закохані хлопчики» Влада Ралко (Київ), живопис

«Стрибок кози» Петро Бевза (Київ), живопис

«Протасів Яр» Олександр Животков (Київ), живопис

«Живопис» Тіберій Сільваши (Київ), живопис

«Нескінченна подорож» Володимир Будніков (Київ), живопис

«Облога Пентагону» Павло Маков (Харків), графіка

### 2002
Микола Кривенко (Київ), живопис, інсталяція

«Живопис Олександра Ройтбурда» Олександр Ройтбурд(Одеса), живопис

«Юдейська Пустеля», Матвій Вайсберг (Київ), живопис

«Чорний дім» В. Лавний, А.Сидоренко, «Вхід-вихід» С.Якунін, «Adama Terra» П.Ковач, сумісна виставка в рамках фестиваля «Культурний герой»

«Зима 2001—2002» Олександр Бабак (Київ), живопис

«Вечірні мотиви», Анатолій Криволап (Київ), живопис

«Нові роботи» Тіберій Сільваши (Київ), живопис, інсталяція

Олена Рижих, Олександр Животков (Київ), живопис

«Повторення — мати вчення», Олександр Друганов (Київ), фото

«Філософський камінь» Бадрі Губіанурі, перформанс

Бажай Василь (Львів), живопис, інсталяція

«Шоу одного чоловіка», Ілля Ісупов (Київ), живопис, фото

«UtopiA» Павло Маков (Харків), графіка, фото

«Варіанти з чорним» Олександр Животков (Київ), живопис

«Трансформації» Ігор Янович (Львів), живопис

«Сувеніри» Сергій Братков (Харків, Москва), фото

«За склом» Влада Ралко (Київ), живопис

«Фрагмент» Марина Скугарєва (Київ), живопис, вишивка

«Відкрита ніч. Дубль 6» щорічний кінофестиваль. Організатори: реж. Михайло Іллєнко, продюсерська агенція «Зелений пес»

### 2001
Програма «Діалог з цитатою», живопис. Цикл тематичних виствок, що поєднує представників сучасного українського мистецтва (митців та теоретиків) в рамках проблематики, що лежить в основі ідеології художніх процесів. Художники програми: Олександр Бабак (Київ), Василь Бажай (Львів), Петро Бевза (Київ), Андрій Блудов (Київ), Володимир Будніков (Київ), Матвій Вайсберг (Київ), Олександр Друганов (Київ), Олександр Дубовик (Київ), Олександр Животков (Київ), Микола Журавель (Київ), Дмитро Кавсан (Київ), Микола Кривенко (Київ), Анатолій Криволап (Київ), Олександр Матвієнко (Львів), Ралко Влада (Київ), Тіберій Сільваши (Київ), Тарас Табака (Ужгород), Владислав Шерешевський (Київ), Ігор Янович (Львів)

«Ідентифікация» (увертюра) (Г.Флобер)

«Реальність „меж“» (Савін, друга танка)

«Світ як текст, в якому все вже сказано» (Ролан Барт, Акілле Боніто Олива)

"Пояснення «іншому» (Умберто Еко, Ілля Іллін)

«Сучасність мистецтва» (Акілле Боніто Оліва)

«Проникненні в потаємне» (П. Успенський)

«Повернення автора»

«Абстрактний живопис» Бадрі Губіанури, живопись

«XX художників України: кінець сторіччя», Національний художній музей, Київ

«Відкрита ніч. Дубль 5» щорічний кінофестиваль. Організатори: реж. Михайло Іллєнко, продюсерська агенція «Зелений пес»

### 2000
Виставочний проєкт «Пролог — Рік 2000»

«Створення світу», Матвій Вайсберг (Київ), живопис

«Вибране», Марко Гейко (Київ), живопис

«Відкрита ніч. Дубль 4» щорічний кінофестиваль. Организаторы: реж. Михайло Іллєнко, продюсерська агенція «Зелений пес»

«Процесія», Петро Бевза (Київ), живопис

«Шість білих диптихів», Олександр Животков (Київ), живопис

«Хронопис», Андрій Блудов (Київ), живопис

«Вікна», Володимир Цюпко (Одеса) живопис

«Повернення героя», Вадим Петров (Харків), живопис

«Без назви», Олександр Матвієнко (Київ), живопис

«Е = mc² живопис», Василь Бажай (Львів), живопис

«Живопис», Олексій Аполлонов (Київ), живопис

### 1999
«Добре» Олександр Матвієнко (Львів), живопис

«Літак» Володимир Бовкун (Київ), живопис

«Біла Тінь» Петро Бевза (Київ), живопис

«Відкрита Ніч. Дубль 3» щорічний кінофестиваль. Організатори: реж. Михайло Іллєнко, продюсерська агенція «Зелений пес»

«XX художників України (кінець століття)» виставка проєкту (Василь Бажай, Петро Бевза, Андрій Блудов, Володимир Бовкун, Володимир Будніков, Матвій Вайсберг, Марко Гейко, Олександр Друганов, Олександр Дубовик, Олександр Животков, Петро Лебединець, Павло Маков, Олександр Ройтбурд, Тіберій Сільваши, Марина Скугарєва, Юрій Соломко, Олег Тістол, Владислав Шерешевський, Ігор Янович)

«Дні України у Франції» Участь в програмі (спільно з ЦСМ (Сороса), Палац Де Рез (Париж, Франція)

«Тандем» Олександр Матвієнко (Львів) та Олександра Кирилова (Київ), живопис

«Ландшафти» Ігор Янович (Львів), живопис

«Коли зв'язок стає мистецтвом» для компанії «Golden Telecom» Петро Бевза, Андрій Блудов, Володимир Бовкун, Матвій Вайсберг, Олександр Дубовик, Олександр Матвієнко, Влада Ралко, Юрій Соломко, Владислав Шерешевський, Київський Палац Спорту, Київ

«Анатомія мішені» Павло Маков (Харків), графіка

«Класичний натюрморт» Валентин Реунов (Київ), живопис (у приміщенні галереї «Рокайль»)

### 1998
«Ретроспектива» показ проєктів трьох художників України кожні три тижні:

«НеоНостальгія» Олександр Лісовський (Одеса), фотоінсталяція; Владислав Шерешевський (Київ), живопис; Ігор Карпенко (Харків), фото

«Простір» Олександра Прахова (Київ) шовкодрук; Ірина Остроменська (Київ), комп'ютерна графіка; Володимир Вештак (Київ), акварель

«Три художники Одеси» Володимир Цюпко (Одеса), живопис; Валерій Басанець (Одеса), живопис; Віктор Маринюк (Одеса), живопис

«Кольоровий простір» Тіберій Сільваши (Київ), живопис; Анатолій Криволап (Київ), живопис; Микола Степанов (Одеса), поліхромна скульптура

«Дзеркало Венери 1» Наталія Мироненко (Харків) комп'ютерна графіка; Оксана Чепелик (Київ) фото, інсталяція; Олена Кудінова (Харків), шовкодрук

«Живописний дотик» Петро Лебединець (Київ), живопис; Ігор Янович (Львів) живопис; Ігор Ященко (Вінниця), живопис

«Міфи і символи» Петро Бевза (Київ), живопис; Андрій Блудов (Київ), живопис; Матвій Вайсберг (Київ) живопис

«Свідомість нереального» Дмитро Кавсан (Київ), живопис; Олег Дергачов (Львів) живопис; Віталій Смахтін (Київ) живопис

«Зустріч з прекрасним» Олександр Матвієнко (Львів), живопис; Микола Маценко (Черкаси), живопис; Володимир Яковець (Черкаси) живопис, інсталяція

«Прозорість світу» Олександр Костецький (Київ), живопис; Сергій Панич (Київ), живопис; Олександр Сухоліт (Київ) графіка

«Сторони» Олександр Друганов (Київ), живопис; Олександр Ройтбурд (Одеса), живопис; Василь Рябченко (Одеса), графіка

«Структура гармонії» Марко Гейко (Київ), живопис; Олена Рижих (Київ), живопис; Олександр Стовбур (Одеса), живопис

«Предмет і образ» Любомир Медвідь (Львів), живопис; Віктор Сидоренко (Харків), живопис; Олександр Рідний (Харків), скульптура

«Трансформація форми» Олександр Дубовик (Київ), живопис, графіка; Володимир Бовкун (Київ), живопис, інсталяція

«Дзеркало Венери 2» Галина Григор'єва (Київ), живопис; Влада Ралко (Київ), живопис; Марина Скугарєва (Київ), живопис

«Репродукція Смислу» Олег Тістол (Київ), живопис; Павло Маков (Харків) графіка; Олександр Животков (Київ), живопис

«Жест і пластика» Василь Бажай (Львів) живопис; Володимир Будніков (Київ), живопис; Микола Кривенко (Київ), живопис

«Соломко, Журавель, Бабак» Микола Журавель (Київ), живопис; Юрій Соломко (Київ) фото, графіка; Олександр Бабак (Київ), живопис

«Rosarium» Андрій Блудов (Київ), живопис (у приміщенні ЦБХ, м. Київ)

### 1997
«Живопис» Марина Скугарєва (Київ), Олег Тістол (Київ), живопис

«Загальне поле мистецтва» Є.Павлов, В.Шапошніков (Харків), фотоживопис

«Ремінісценції» Олександр Дубовик (Київ), живопис, графіка

Фундація міжнародного благодійного фонду «Gattamelata». Засновники: О.Дубовик, О. Тістол, М. Скугарєва, О.Животков, М. Вайсберг, Т. Сільваши та інші.

«Живопис» Тіберій Сільваши (Київ), живопис, графіка

«Всетидневният живот в Помпей» Олександр Ройтбурд (Одеса), графіка

«Казбек» Олег Тістол (Київ), живопис, графіка

«Пьяно–форте III» Василь Бажай (Львів), живопис, інсталяція, перфоманс

«Фантасмагорії» Олег Голосій (Дніпропетровськ), живопис, фото

«worKINGman» Олександр Друганов (Київ), фото, відео, інсталяція

«Міський Пейзаж» Олександр Гнилицький (Київ), живопис, фото, інсталяція

«Тези» Ігор Подольчак (Львів), графіка, живопис

«Час обіймати» Матвій Вайсберг (Київ), живопис

«Між іншим» Марина Скугарєва (Київ), живопис

«Ретроспекція» Олександр Бабак(Київ), живопис

«Продовження…» Олександр Животков (Київ), живопис

«Ботанічний Сад. Фрагмент» Павло Маков (Харків), графіка, живопис

«Троянди і виноград» Миколай Маценко (Черкаси), живопис

### 1996
«7 км/год» Самвел Макян (Київ), живопис

«Вікна» Іван Лисанюк (Чернівці), колаж

«Синтетична художня реклама» Г. Вишеславський, О.Друганов, О.Задирака, О.Харченко, В. Цаголов, В.Рябченко, перфоманс, інсталяція, фото

«Київ– 96» Міжнародний Арт-фестиваль, Український Дім, Київ

«Байсікл» Олександр Матвієнко (Львів), живопис

«Фонтан» Сергій Біба (Ужгород), живопис

«Status Quo» Раді Зухаір Мухамеді та Саттар Кавуш (Багдад, Ірак), живопис (організовано спільно з Верховним Комісаром ООН у справах біженців)

### 1995
«Мікро та макросвіт Наталі Рудюк» Наталія Рудюк (Київ), перфоманс, сценографія, живопис, фільм (реж. М. Іллєнко)

«Прогулянка садом… і скамійка біля каміну» Наталя Борцова (Київ), перфоманс, фітодизайн, інсталяція, фото, фільм («Поцілунок черепахи», реж. Анатолій Матешко)

«Ковзання вгору» Анатолій Валієв (Київ), скульптура, Тудор Фабіян (Київ), графіка

Участь галереї «Арт–синтез» (з 1996 — Карась Галерея), 2-й Київський Мистецький Ярмарок, Український Дім

«Сни назавжди» Дмитро Кавсан (Київ), фотоживопис, фотокераміка

«Сезон утопій» Наталя Борцова (Київ), фітодизайн, інсталяція, фото

«Зіткнення часу» Катерина Корнійчук (Київ), графіка, колаж, Олександр Рідний (Харків) скульптура